# Costumbres de la Antigua Roma

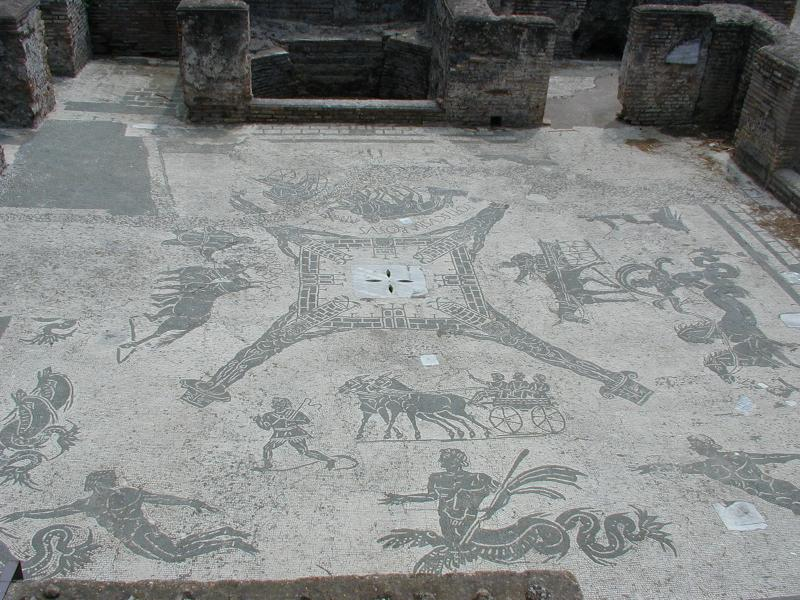
Frigidarium de las termas romanas dei Cisiarii de Ostia donde seres mitológicos se mezclan con escenas de la vida cotidana: carros tirados por mulas, figuras marineras, etc.

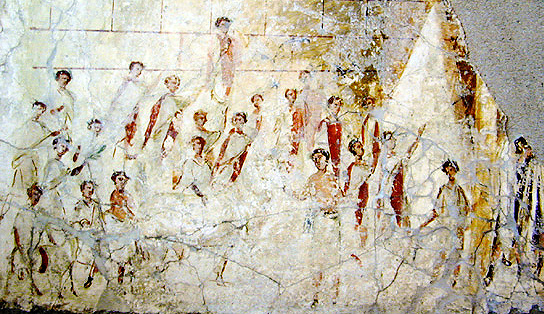
Fresco pompeyano del Edificio dei Triclini en Moregine, donde se representa una ceremonia religiosas (probablemente la compitalia) a la que asiste un grupo de personas vistiendo tangas.

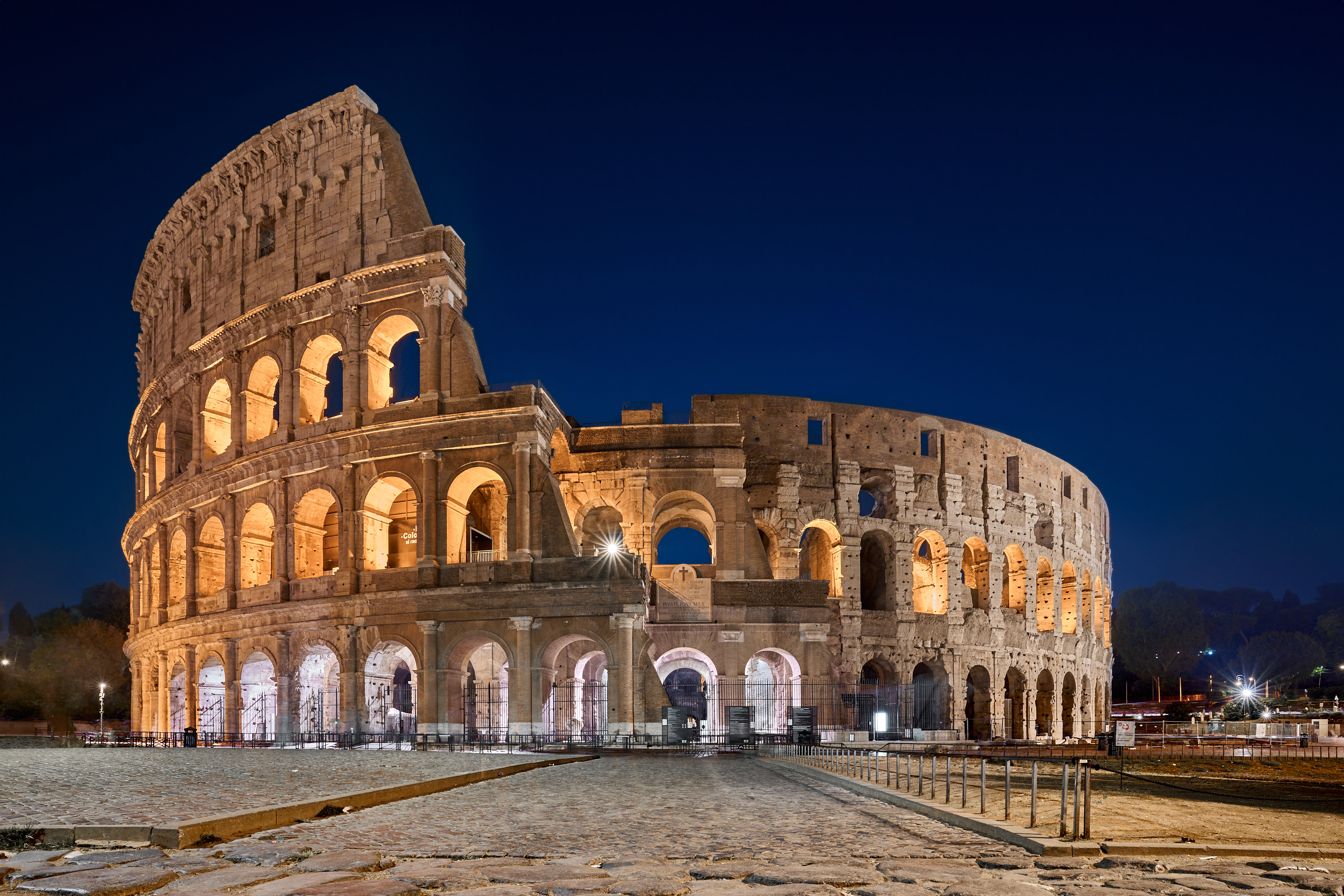
El Coliseo.

Costumbres o vida cotidiana en la Antigua Roma son los usos y costumbres propios de la vida cotidiana en la Antigua Roma, que constituyen la base de su cultura y su civilización e identifican la idiosincrasia romana; las rutinas diarias de los habitantes de sus ciudades (fue esencialmente una civilización urbana), la vida privada o familiar y la vida pública; los ciclos laborales y festivos (fasti et nefasti), el «ocio y el negocio» (otium et negotium), las diferentes ocupa

## La ciudad
Véase también "La ciudad de Roma en la Antigüedad"

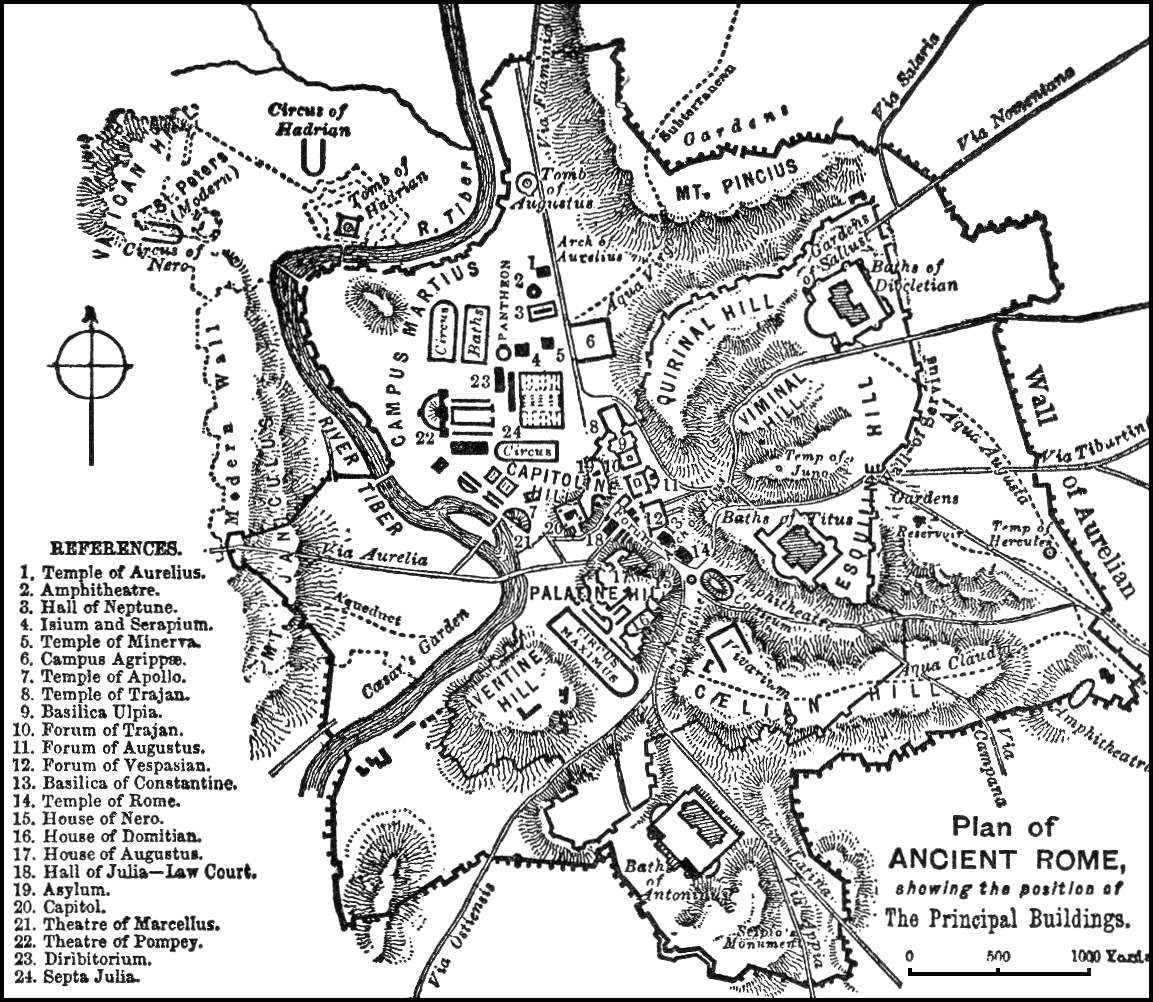
Antigua ciudad de Roma.

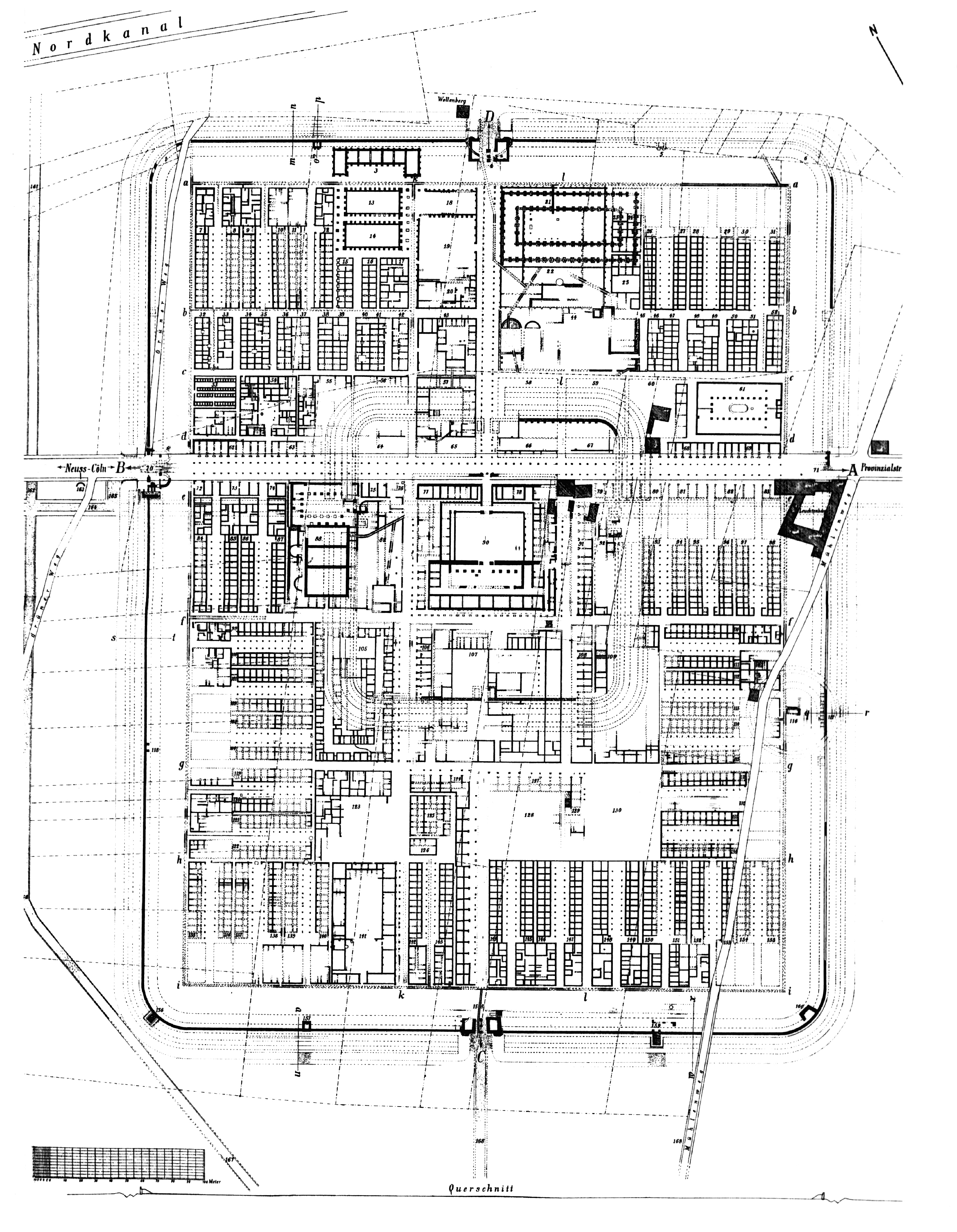
Plano de la ciudad-campamento (castrum) de Novaesium, actual Neuss.

Durante la época imperial, Roma fue la ciudad más poblada y espléndida del mundo. En Roma tenía lugar una animada vida social y comercial. Su prosperidad económica y el hecho de ser la capital política se conjugaron para que su planta urbana se llenara de bellas estatuas, imponentes edificios, arcos y columnas conmemorativas de los triunfos militares.

### La vivienda
Los principales modelos de la vivienda urbana eran dos: la insulae y la domus. Las residencias de los ciudadanos romanos dependían del grado de riqueza. Los patricios y los équites habitaban en lujosas villae, que tenían grandes jardines con fuentes y hermosas vistas.

#### Ladomus

Plano de una domus romana.

La domus era de origen etrusco y de estructura rectangular, y se acabó convirtiendo por influencia griega en una vivienda amplia para la gente adinerada. Tenían un solo piso, dividido en habitaciones designadas para un solo uso: comedor, dormitorio, etc. Se entraba por el corredor vestibulum en su parte exterior y fauces en el interior hasta llegar al atrium, que era un patio que actuaba como núcleo central de la casa. Era muy amplio y luminoso, con una abertura en el techo llamada compluvium por donde entraba la luz, el aire y la lluvia, que correspondía a una pila rectangular llamada impluvium, destinada a recoger el agua de la lluvia. En él se hallaban el lararium (altar doméstico    ) y la caja de caudales familiar.
Tras el contacto con los griegos, se anexionó al domus el peristylum, rodeado de un pórtico, a veces con dos pisos, sostenido por columnas. El despacho del pater familias se llamaba tablinum e interconectaba el peristilium y el atrium. La cocina era muy pequeña, y generalmente próximos a ella estaban los retretes y el baño. Las habitaciones para dormir, separadas por cortinas se llamaban Cubícula; para comer, triclinium. Las dependencias del servicio no tenían un lugar fijo en la casa.

#### Lasinsulae
Los orígenes de las insulae están en la superpoblación, pues eran edificios de varios pisos con balcones. Parece ser que los edificios de cinco o seis pisos eran corrientes en Roma y Tertuliano menciona uno posiblemente mayor.
Carecían de agua corriente, eran poco confortables y de mala calidad, lo que propiciaba los incendios y hundimientos. La frecuencia de los incendios por lámpara de aceite hacían relativamente baratos los pisos más altos, al ser los más difíciles de evacuar.
La mayoría eran de alquiler, y en ellas vivían las clases populares. Era tal la carencia de servicios que por la noche se tiraban por la ventana todo tipo de desechos.
Según un antiguo escrito encontrado y restaurado se relata el mal olor que se podía sentir en las calles y el mal olor que empeoraba en las épocas más calientes de año siendo casi insoportables.

## Indumentaria

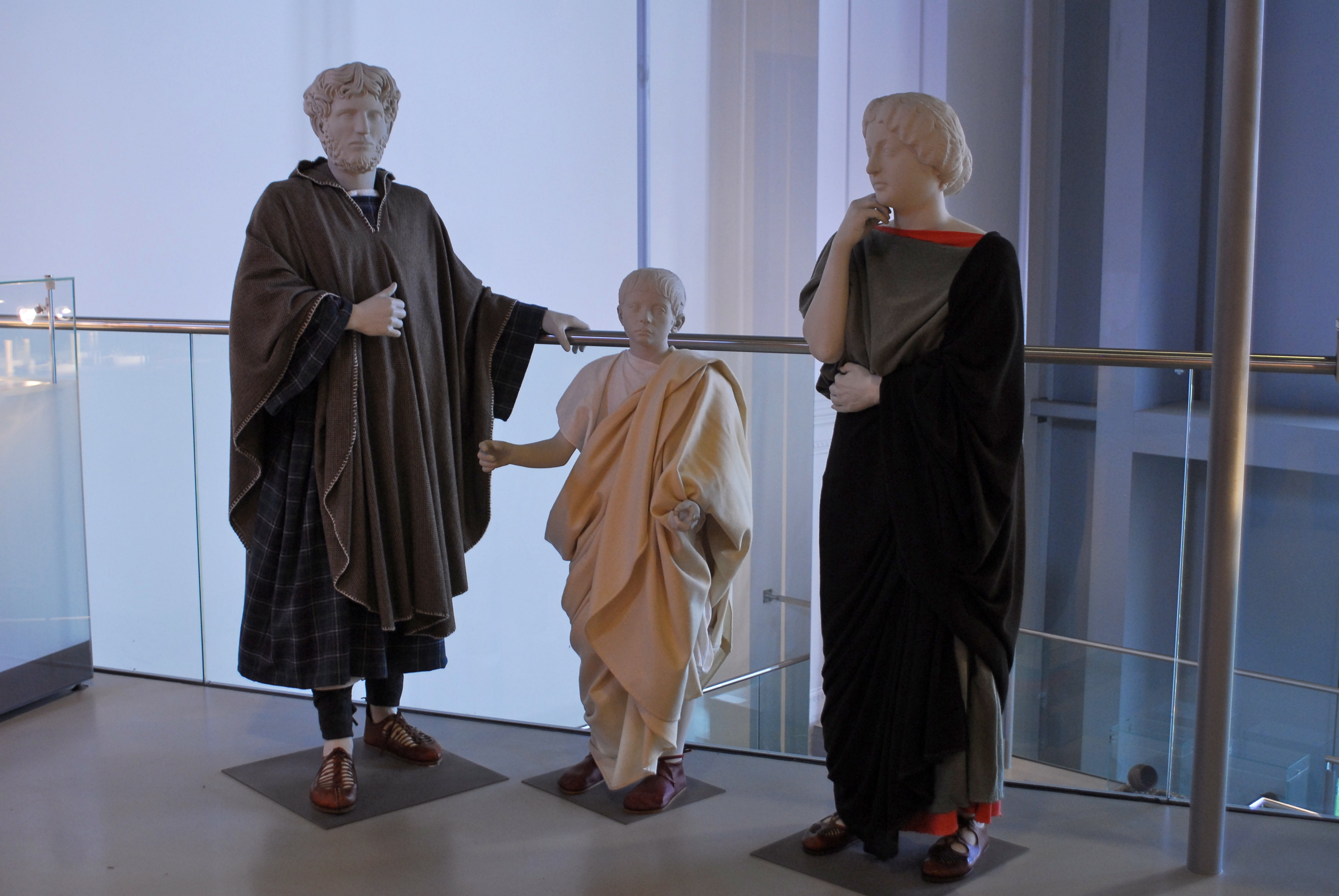
Reconstrucción de la indumentaria de una familia romana.

Toga romana.

El traje en la Antigua Roma constaba de dos tipos de piezas, como en el griego, llamadas:
- indutus, las interiores,
- amictus, las exteriores.

En los primeros tiempos, se reducían las prendas a la túnica, semejante al quitón de los griegos y a la toga propia y exclusiva de los ciudadanos romanos que por ello, se llamaban gens togata, mientras ellos decían de los griegos gens paliata. A veces, llevaban otra túnica interior, denominada subúcula, equivalente a nuestra camisa, y la superior solía ceñirse con un cinturón llamado cíngulum o cintus, cerrado con broche o fíbula. La toga era una amplia vestidura de lana, de corte elíptico, cerrada por abajo y abierta por arriba hasta la cintura. Al llevarla, se recogía por los pliegues del lado derecho y se echaban terciados hacia el hombro izquierdo.
- Su color era generalmente blanco (alba, cándida), sobre todo, en los que aspiraban a la magistratura; de donde se derivó el nombre de candidatos que hoy está en uso en nuestra lengua.
- Los niños y los magistrados llevaban una toga adornada con tiras de púrpura (trábea, toga praetexta)
- Los conquistadores en su entrada triunfal vestían la toga con bordados de palmas de oro (toga palmata)
- Los emperadores ostentaban la toga hecha completamente de púrpura (toga purpúrea) o con bordados de oro (toga picta).

## Alimentación

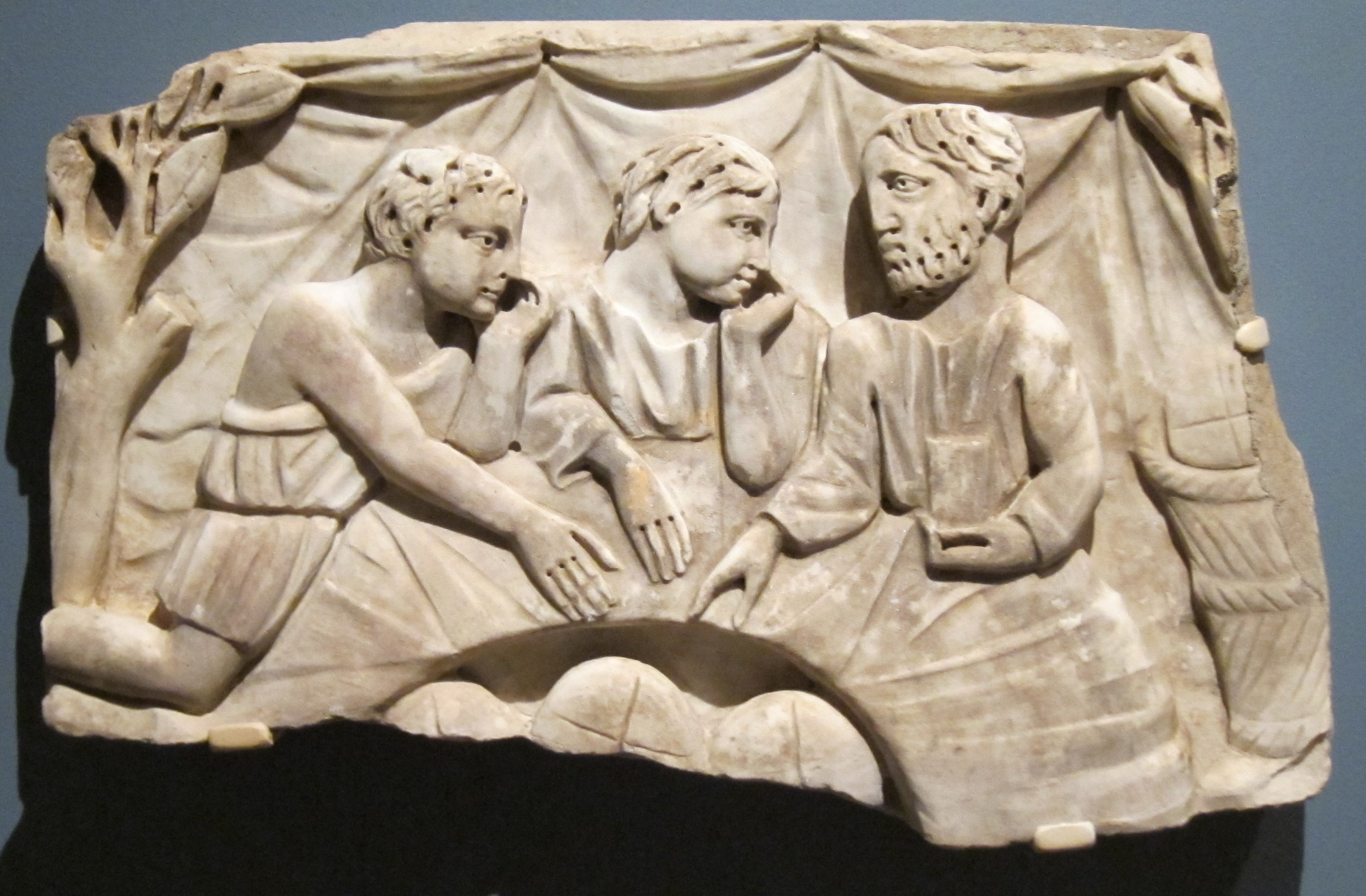
Representación del de un refrigerium, comida anual conmemorativa de los difuntos.

### Elientaculum
El ientaculum se correspondía con el desayuno o lo que es lo mismo la primera comida del día, hay que tener en cuenta que el romano se levantaba muy pronto por lo que no era normal hacer comidas copiosas, todo lo contrario, por lo general eran bastante simples y casi siempre tomadas de pie, consistían en pan untado con ajo o sal o sin untar ambos acompañados de un pedazo de queso.

### Elprandium
El prandium era al mediodía y una de las comidas que los romanos se saltaban habitualmente, o la única que hacían en todo el día dependiendo de sus posibilidades económicas. El prandium consistía en una dieta a base de panes, carne fría, verduras y fruta acompañada con vino, pero todo ello en cantidades moderadas.

### Lacena
La cena romana se producía después del baño, al término de la hora Octava o Nona; en ella los romanos tomaban verduras como entrantes en forma de ensaladas o la plancha, y carne o pescado: podía ser carne roja o blanca y la manera de confeccionarla pasaba por los asados aromatizados con hierbas o la carne a la plancha aderezada con habas, coles, espárragos, etc., o pescados diferentes según la época: sardinas, pez espada, etc., finalizados los segundos platos se pasaba a los postres que solían ser frutas de temporada: uvas, manzanas, peras, etc., acompañadas de vino Nomentum.
Es importante aclarar que los romanos no bebían mientras comían, pues consideraban que el sabor dejado por el vino desvirtuaba los diferentes paladares para los platos de la cena, por lo que su consumo se posponía hasta llegados los postres o finalizados éstos, cuando estaban saturados de comida y llegaba la hora distendida de las largas conversaciones entre los invitados.

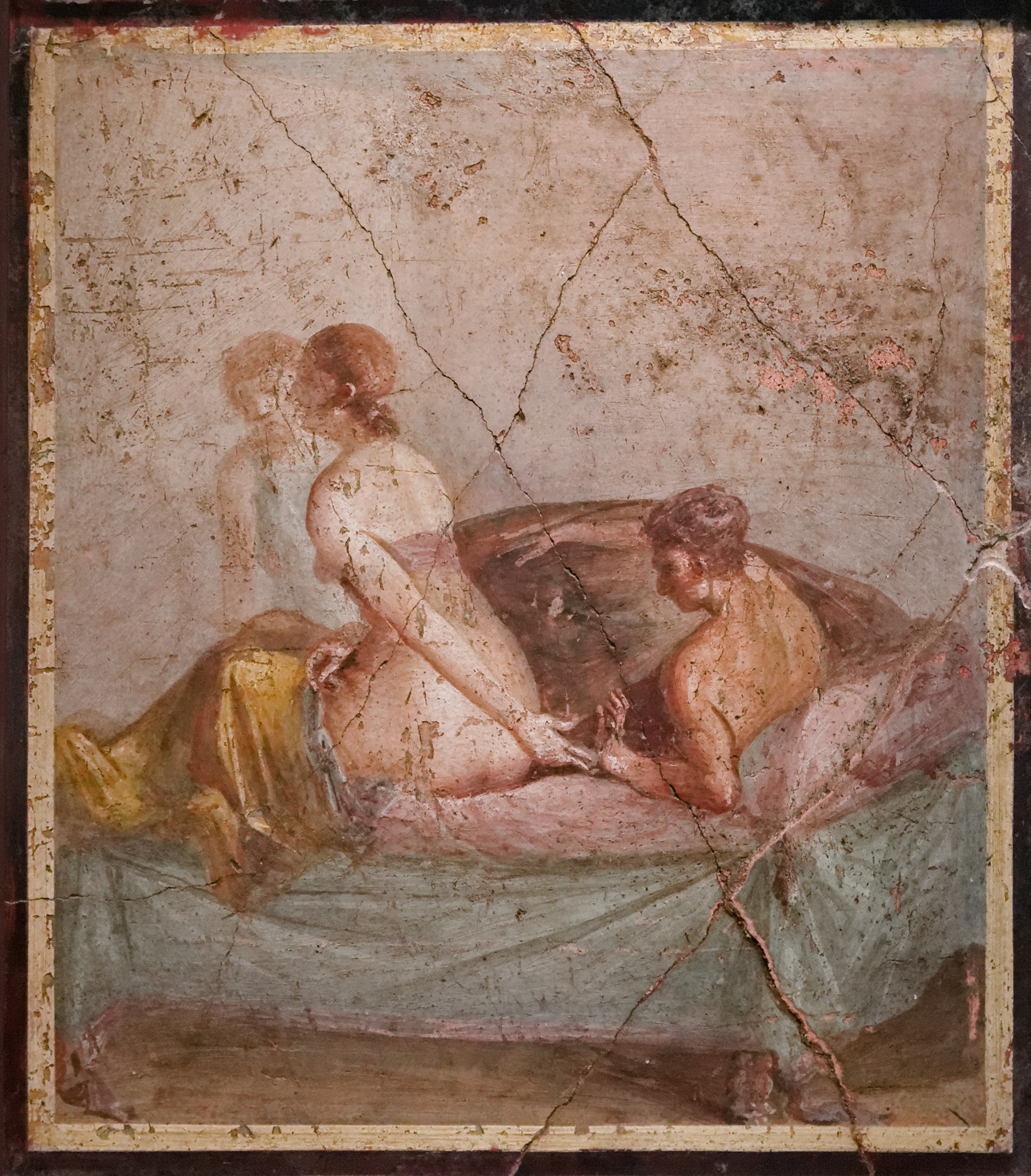
Escena erótica en un fresco pompeyano de la Casa di Cecilio Giocondo.

## Sexualidad
La imagen de una Roma degenerada y corrupta, en la que el componente de libertad y promiscuidad sexual es uno de los más morbosos, es en gran medida una exageración resultado de la crítica política interesada que iniciaron ciertos grupos entre los propios romanos; primero en defensa de las virtudes tradicionales y los valores familiares en contra del ascenso de los homines novi y las transformaciones sociopolíticas de finales de la República, luego (a finales del siglo I a. C.) para identificar a la familia imperial (Augusto y Livia) con esos mismos valores, después para denigrar la memoria de unos u otros emperadores (Tiberio, Calígula, Nerón) y mujeres de su entorno (Mesalina, Julia), y por último para oponer como un todo la mundana civilización clásica con la propuesta ascética que representa la moral sexual cristiana, que identifica a Roma con la bíblica prostituta de Babilonia.

## Salud y enfermedad

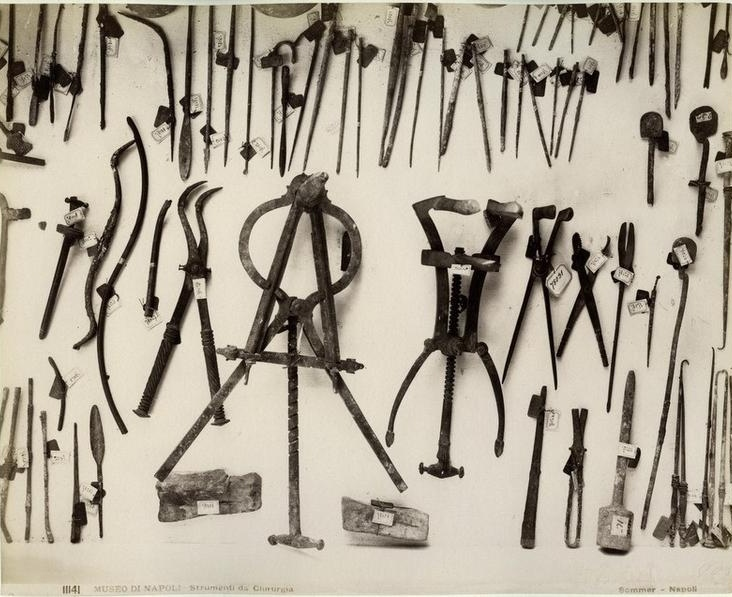
Instrumental quirúrgico hallado en Pompeya.

La desconfianza romana a la profesión médica, identificada con los griegos, fue expresada en la frase de Plinio el Viejo: sine medicis… nec tamen sine medicina («sin médicos, pero no sin medicina»). La llegada de la influencia de la medicina griega se recoge en una historia legendaria: en el año 293 a. C., ante una grave epidemia, los romanos consultaron los libros sibilinos, que indicaron que debía pedirse ayuda al dios griego Asclepio en Epidauro. Se mandó una nave, y el dios viajó a Roma en forma de serpiente, instalándose en la isla Tiberina donde se le levantó un templo, latinizando su nombre como Esculapio. Allí los sacerdotes proporcionaban somníferos a los enfermos, que en sus sueños recibían instrucciones sobre el tratamiento del propio dios. Más de un siglo antes, en el 431 a. C., el cónsul Cneo Julio Mento dedicó un templo a Apollo medicus («Apolo el sanador»); y también hubo un templo dedicado a Salus («la salud») en el Mons Salutaris, una parte del monte Quirinal. Cicerón criticaba el culto popular a deidades malignas como Febris («la fiebre»), Dea Mefitis («la malaria»), Dea Angerona («la afección de garganta») y Dea Scabies («el sarpullido»).
Las medidas higiénicas de la Roma primitiva incluyeron el mítico saneamiento de la Cloaca Máxima, la prohibición de los enterramientos dentro de la ciudad y la preocupación de los ediles por la limpieza de calles y el abastecimiento de agua (catorce acueductos en la ciudad de Roma).
Catón el Censor, partidario de no innovar la medicina romana tradicional, se opuso a la actividad del primer médico griego que se testimonia ejerciendo en Roma: Arcagato de Esparta (año 219 a. C.), apodado carnifex («ejecutor»). Ya en el año 46 a. C., la expulsión de los extranjeros que decretó Julio César para mitigar la hambruna exceptuó a los médicos griegos.
Además de la contratación privada de médicos por las familias ricas, existían médicos públicos (archiatri) pagados por las ciudades.
La medicina militar romana incluyó los hospitales militares (Valetudinaria), en los que salas de una capacidad de cuatro o cinco enfermos se alieaban a ambos lados de un pasillo central.
A partir del siglo IV se fundaron hospitales civiles o de caridad, de inspiración cristiana.
 Las enfermedades contagiosas son aquellas que se transmiten de un individuo enfermo a uno sano por contacto directo o indirecto. El contagio directo se presenta cuando la enfermedad no se transmite por medio de un agente intermediario, como en el caso de la varicela o la difteria.
El microbio patógeno, causante de la enfermedad infecciosa, requiere de vías de transmisión como son: vía oral, por ingestión de sustancias contaminadas, por ejemplo el cólera; vía respiratoria, por inhalación del aire, como la gripe, vía genital, por contacto sexual, como el sida, vía sanguínea, transfusión de sangre, picadura de insectos o mordeduras, así por ejemplo la hepatitis, la malaria y la rabia. La picaduras de insectos podían ser de mosquitos.

## Diversiones
El pueblo romano disfrutaba en su tiempo libre de los espectáculos públicos que se ofrecían en el circo, el teatro o el anfiteatro; y de los baños públicos o termas.

### Circo, teatro y anfiteatro

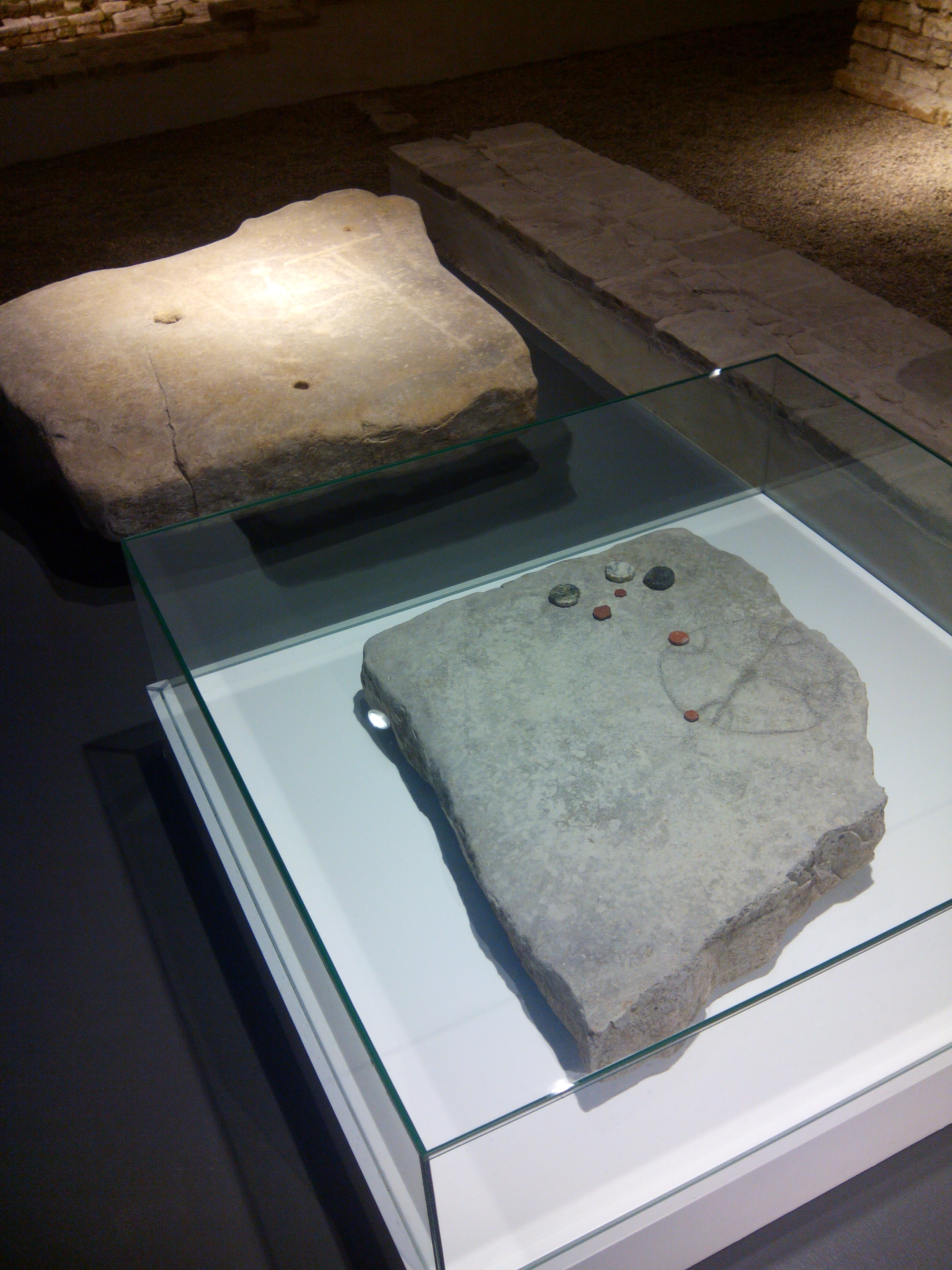
Losa de Hispalis donde se identificaron tablas de juego –tabulae lusoriae- incisas en la piedra, muy populares en la época. Las más abundantes son las circulares con cruz inscrita, un juego similar al «tres en raya». En las losas aparece frecuentemente más de un tablero, a veces superpuestos, por lo que el esquema seleccionado sería tiznado para jugar. Las fichas circulares, como las que aparecen en la imagen, se fabricaban con trozos de vasos de cerámica, placas de mármol, etc.

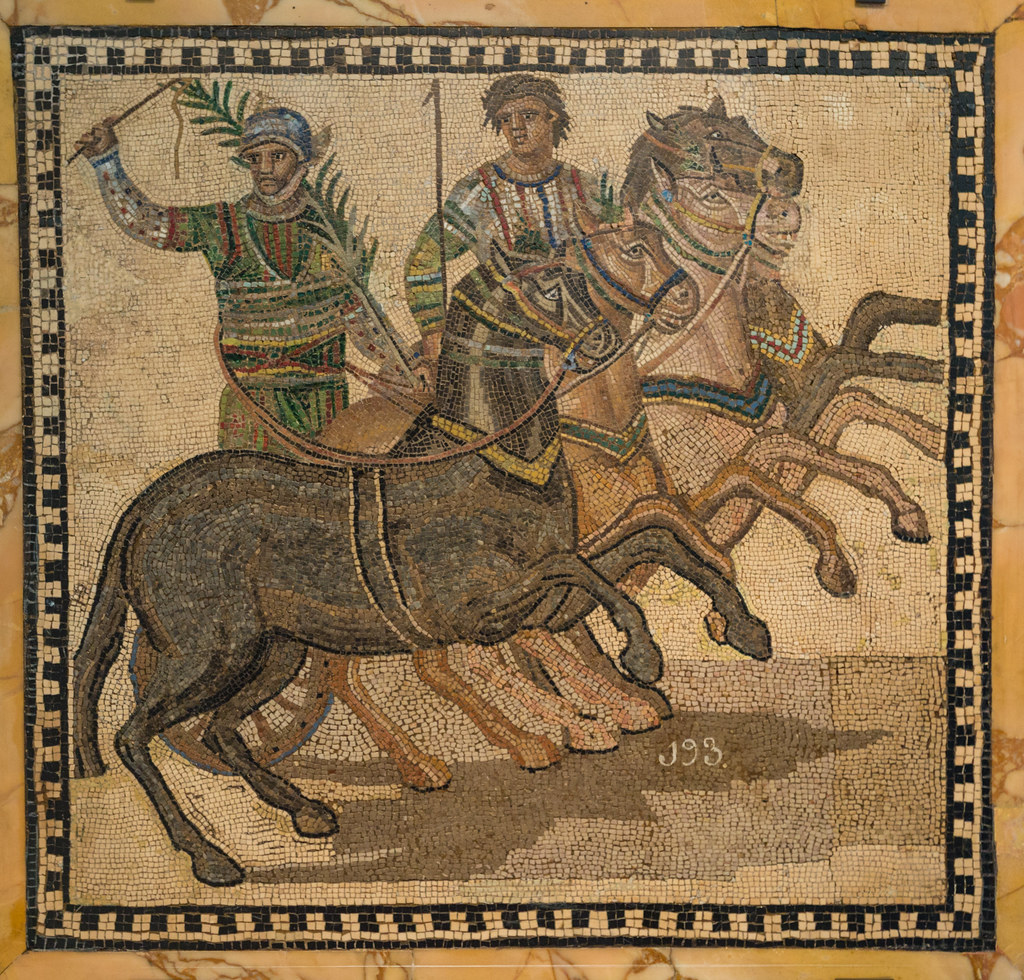
Vencedor de una carrera de cuadrigas.

El circo, el teatro y el anfiteatro formaban la trilogía de equipamientos públicos destinados a la diversión de los ciudadanos.
El circo, la instalación más grande de las tres, estaba destinado a las carreras; pero también podía servir para realizar representaciones que conmemoraban los acontecimientos del Imperio, como las naumaquias (batallas navales simuladas), que requerían llenarlo con agua (hay restos de conducciones para ese fin en el circo romano de Calahorra). Los circos romanos, inspirados en los hipódromos y estadios griegos, solían ser de medidas mucho mayores que estos; eran recintos alargados con remates circulares en los extremos y con una arena recorrida en su centro por una barrera central (la spina, donde se solían colocar columnas, estatuas y obeliscos conmemorativos) que formaba dos calles por donde corrían las cuadrigas tiradas por caballos. Los contadores de vueltas solían ser huevos de piedra o estatuillas de delfines.

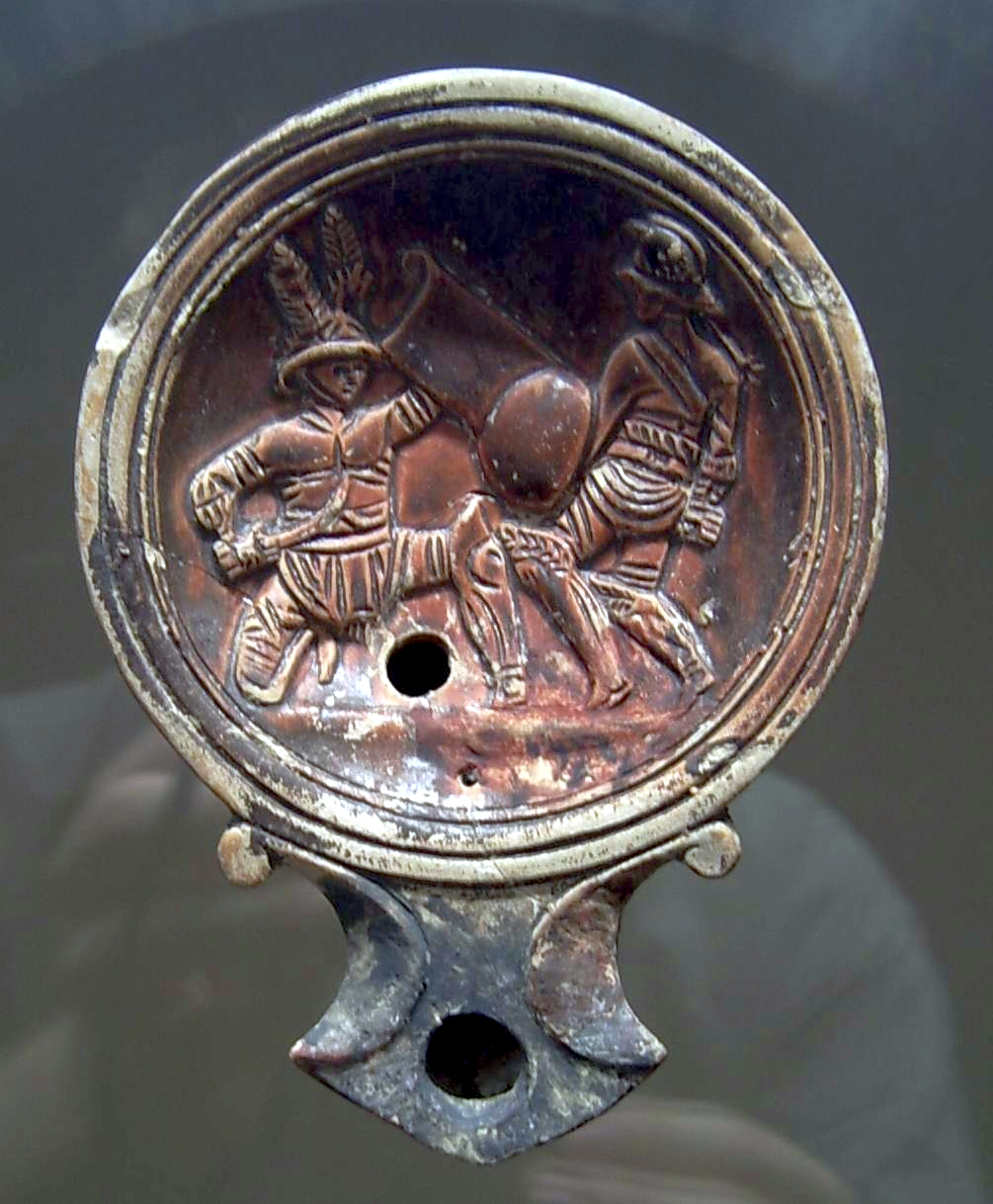
Lucerna decorada con una escena de lucha de gladiadores.

#### Combates de gladiadores
El origen de los combates de gladiadores hay que buscarlo en las costumbres funerarias de los etruscos, en cuyos monumentos aparecen representados y, remontándose algo más, es probable que se encontrase alguna relación con la costumbre de inmolar los prisioneros en la tumba del héroe muerto en la guerra, practicada por algunos pueblos primitivos.
Constituían una parte de los juegos fúnebres de los etruscos y parecen referirse al culto de Saturno, lo cual indica que en un principio se celebraban durante las Saturnales. Dichos combates se introdujeron en Roma hacia el siglo III a. C. Como no siempre había prisioneros que combatieran mientras el cadáver se quemaba en la pira, pues tal era el momento en que se producía el duelo gladiatorio, en que la sangre que se vertía era como un holocausto ofrecido al difunto, no faltaban hombres temerarios que se prestaban libremente a combatir. Tales fueron los primeros gladiadores.
Como sucedió con otras muchas costumbres de la antigüedad, los combates de gladiadores, que habían comenzado por ser un rito de significación religiosa, acabaron por ser un espectáculo bárbaro y sangriento que llegó a inspirar una pasión desenfrenada.
Si se ha de creer a Valerio Máximo, los hermanos Marco y Décimo Bruto dieron el primer munus gladiatorium en el año 490 de Roma, 264 a. C., en el foro Boario con motivo de los funerales de su padre.
Como eran muchos los sistemas ideados para combatir y variados los lances y suertes de cada combatiente, se fijaron reglas al arte del gladiador, cuya enseñanza estaba encomendada a los lanistas o gladiadores viejos. A cargo de éstos, estaban los gladiadores fiscales, o dependientes del fisco, pues el Estado los mantenía bajo un régimen especial y les pagaba. Otros lanistas reclutaban y mantenían muchachos para combatir en la arena, que luego alquilaban para funerales, comidas y otras solemnidades. No faltaron tampoco particulares opulentos que tenían gladiadores y los césares, como es lógico, poseían los mejores.
Los autores antiguos, especialmente Suetonio, dan muchos detalles de los combates de gladiadores y de la intervención que en tales fiestas tomaron algunas veces los emperadores. Por ejemplo, Nerón hizo pelear un día en el anfiteatro a cuatrocientos senadores y doscientos caballeros. Trajano, de vuelta de su expedición al Danubio, hizo que, en los 123 días de las fiestas organizadas, combatieran diez mil gladiadores.
Los gladiadores educados en las escuelas por los lanistas se alquilaban o vendían, de suerte que los lanistas eran al mismo tiempo sus maestros y sus empresarios. Estas escuelas, que la gente rica se daba el lujo de sostener en los últimos años de la República, estaban repartidas en diferentes puntos del territorio romano. El Imperio fundó muchas otras: Domiciano estableció cuatro en Roma, llamadas ludus Gallicus, Dacicus, magnus y matutinus. En Preneste, Rávena y Alejandría, a causa de lo saludable de su clima, se establecieron de esta clase de instituciones imperiales y la escuela de Esgrima de Capua conservó mucho tiempo su antigua reputación.

### Las termas romanas

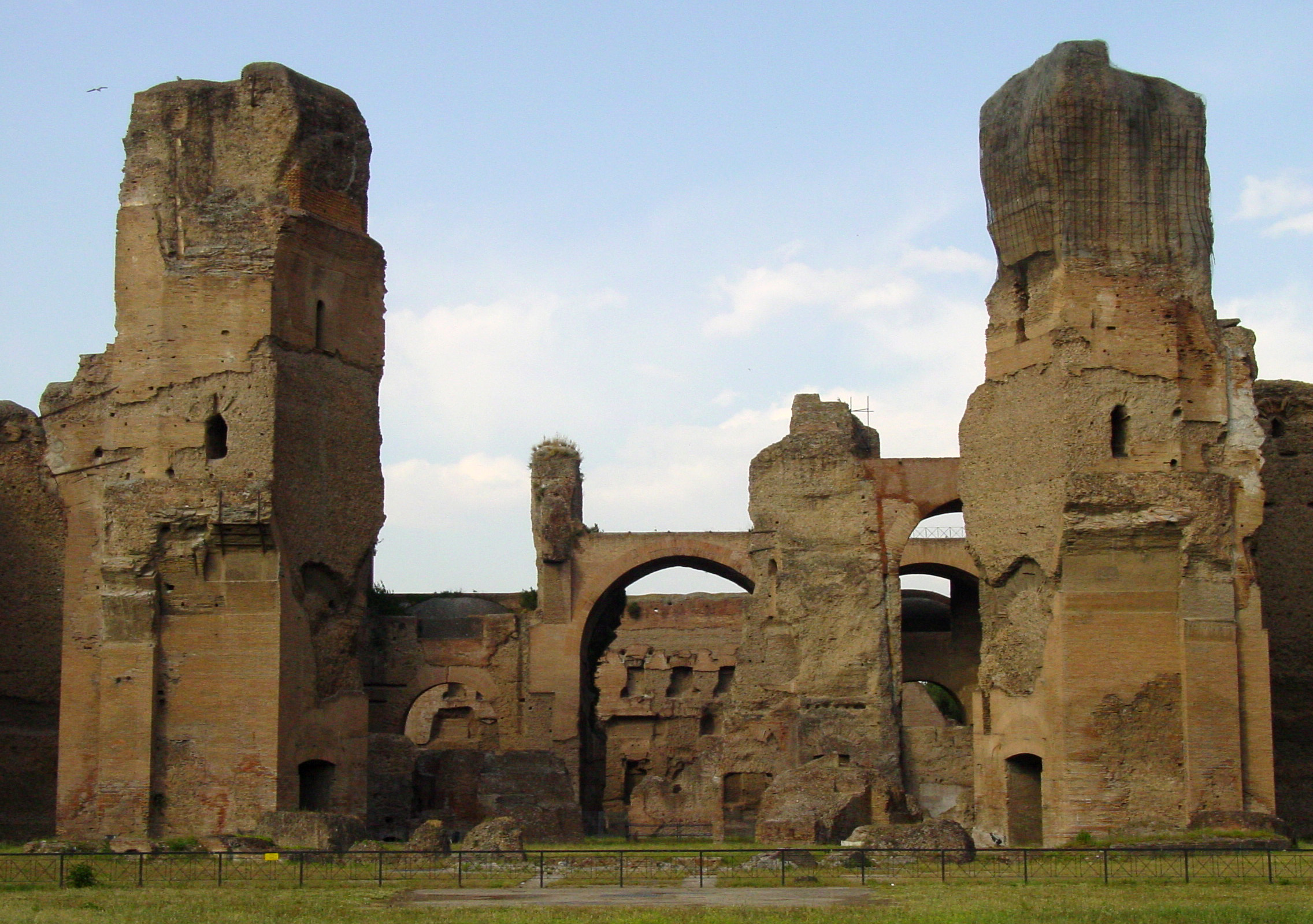
Vista parcial de las ruinas de las termas de Caracalla en Roma.

A finales del siglo V a. C. las antiguas estancias de baño asociadas a los gimnasios griegos se perfeccionaron y crecieron en complejidad convirtiéndose en estancias independientes destinadas solo al baño. Estas estancias ofrecían baños de vapor y piscinas frías, templadas y calientes.
En Roma, siguiendo el ejemplo griego, se construyeron estancias similares que pronto fueron del gusto de la ciudadanía. Ya no solo se realizaban los actos de limpieza y relajación, así como aquellos medicinales cuando las aguas tenían propiedades curativas, sino que se añadía un cuidado del cuerpo que incluía prácticas deportivas y un ritual de masajes con diferentes sustancias como esencias y aceites especiales.
El nombre de termas se aplica por primera vez a unos baños construidos por Agripa en el año 25 d. C. Nerón construyó unas termas en el campo de Marte, hoy totalmente desaparecidas. Las primeras termas de carácter monumental son las que inició Domiciano e inauguró Trajano, pero fueron ampliamente superadas por las de Caracalla, cuya inauguración tuvo lugar el año 216.
El uso de las termas se generalizó en el mundo romano a partir del siglo I a. C., cuando se descubrió un sistema que permitía calentar y distribuir el aire caliente gracias al ingeniero Cayo Sergio Orata. Su uso fue difundido por el Imperio romano a toda Europa.
Las actuales ruinas de las termas romanas de Caracalla dan idea del monumental tamaño del complejo termario que se extendía con servicios como biblioteca o tiendas. Estas instalaciones, construidas alrededor del año 217, tenían un aforo de 1600 usuarios. Las termas de Diocleciano, otras de las importantes instalaciones de este tipo de la capital del Imperio, fueron remodeladas por Miguel Ángel que convirtió su tepidarium en la iglesia de Santa María de los Ángeles.
Los restos termales romanos más antiguos de los que hay noticia son las termas de Pompeya, datadas en el siglo II a. C.
Los baños romanos abrían al mediodía y cerraban al ponerse el sol. En los lugares destinados al baño había departamentos separados para hombres y mujeres; si no había espacios separados, el establecimiento abría unas horas al día para mujeres y otras para hombres. En algunas ocasiones, durante el Imperio, se permitió el baño conjunto a hombres y mujeres.

## Sociedad
El status definía el estado legal de una persona en tres coordenadas: el status civitatis (en cuanto a la ciudadanía romana), el status libertatis (en cuanto a la libertad o esclavitud) y el status familiae (en cuanto a la posición dentro de la familia -paterfamilias o filii familias).
Además del status, las divisiones sociales tenían en cuenta la ascendencia (determinaba la división entre patricios y plebeyos), el ordo (rango determinado por el censo de riqueza, encabezado por el ordo senatorius y el ordo equester, con varios estratos intermedios -classis- y cerrado por los infra classem) y el honor (rango determinado por el nivel alcanzado en el cursus honorum -ejercicio de magistraturas cada vez de mayor nivel, que culminaba en el consulado-, la apertura de las magistraturas a los plebeyos permitió a algunos de ellos -los homines novi- establecer su familia dentro de la nobilitas).

Los nombres de patricios y plebeyos eran opuestos, pero el de nobles era común a todos, porque la nobleza consistía en los empleos curules; y los más nobles eran aquellos que habían tenido más en sus casas. Por esto había muchos plebeyos que eran infinitamente más nobles que otros patricios.

### Familia
La familia romana, a diferencia de la familia actual (en la sociedad industrial o postindustrial), estaba constituida no solo por los padres, hijos y parientes, sino también por todos los que vivían bajo la autoridad del cabeza de familia o pater familias; incluidos naturalmente los esclavos (familia ancilar). Familia es una palabra emparentada con famuli («los criados») y, por lo tanto, los comprende a ellos también.
El principal vínculo social extra-familiar, la relación patrón-cliente, era de hecho la incorporación de un extraño al ámbito familiar.
La familia romana era legalmente tan fuerte que ciertas cuestiones, que hoy se tratan en los juzgados o en los templos, entonces se trataban en casa, bajo la presidencia del cabeza de familia. La familia era realmente la célula básica de la sociedad romana.

#### Pater familias
El pater familias («padre de familia») era el varón que ejercía la jefatura de una familia romana, al no depender de nadie y ser aquel de quien dependían los demás miembros de ella. Acceder a esa condición exigía la extinción de la patria potestas del propio padre (habitualmente, por la muerte de éste), siendo indiferente el propio estado civil (casado o soltero) o la edad. La mujer romana nunca podía ser cabeza de familia.
La mayoría de edad se conseguía al vestir la toga viril, decisión que dependía del tutor o del padre. Que el hijo formara una familia propia (convirtiéndose en paterfamilias) era sólo posible tras la muerte de su padre. Entre tanto, los hijos recibían un pequeño salario (peculium) y debían responder a su autoridad. La patria potestas de un cabeza de familia romano era muy fuerte. Puede disponer de la vida, muerte y venta como esclavo de cualquier miembro de su familia. Puede reconocer o no a los hijos nacidos de su mujer, aceptarlos o abandonarlos legalmente. Puede incluso adoptar como propios a hijos de otros (adoptio). Puede concertar el matrimonio de sus hijos.
Como jefe de la familia es también el sacerdote de la religión familiar (culto a lares y penates y veneración de las maiorum imagines -imágenes de los antepasados-) y el juez que resuelve los conflictos entre familiares, pero para esto último tiene que contar con el asesoramiento de un consejo familiar.
El parentesco natural (cognatio), fundado en la descendencia física de la mujer, carecía de valor civil, en tanto el parentesco civil (agnatio), fundado en el reconocimiento por parte del hombre de su descendencia o en la adopción de la descendencia ajena, era el único parentesco legalmente válido.

#### El matrimonio
La unión legal de marido y mujer dependía casi exclusivamente de los padres de ambos; pocas veces se tenían en cuenta las inclinaciones de los interesados. Una vez decidido el matrimonio el primer paso era la celebración de los sponsalia, ceremonia arcaica en la que los respectivos padres concertaban el enlace y establecían la dote que la novia aportaría al matrimonio. Antiguamente los desposados ya quedaban obligados a la fidelidad recíproca y, si el matrimonio no se celebraba en el plazo estipulado, se podía perder la dote. Consultados los dioses, si los agüeros eran favorables, se cambiaban los anillos, que tenían un valor simbólico.
Ante la ley, solo los ciudadanos romanos tenían derecho a contraer matrimonio. La tradición conservó el recuerdo de tiempos en los que los patricios no podían casarse con una plebeya, prohibición caída pronto en desuso (Lex Canuleia, 445 a. C.) Los hombres se consideraban aptos para casarse a los catorce años y las mujeres a los doce.
Hubo dos formas de matrimonio que estuvieron sucesivamente en vigor:
- Matrimonio cum manu: la mujer pasaba a formar parte de la familia de su marido y estaba sujeta a su poder marital (manus). Podía realizarse esta unión de tres maneras:

— Confarreatio: rito llamado así por la pieza de pan (far) que los esposos compartían durante el sacrificio nupcial. Era el matrimonio propio de los patricios.
— Coemptio: la venta de la novia, primero real, después simbólica. Era el matrimonio plebeyo.
— Usus: se contraía mediante la convivencia marital de los futuros esposos durante un año, pero era preciso que la cohabitación fuese continua: tres noches consecutivas de ausencia llevaban consigo la nulidad matrimonial.
- Matrimonio sine manu o libre: en él la esposa continuaba perteneciendo a la familia paterna y conservando los derechos sucesorios de su familia de origen. A pesar de la facilidad de disolución de este matrimonio (bastaba con la simple separación de los esposos) los romanos tenían conciencia de la seriedad de este vínculo.

##### La ceremonia de boda
El ceremonial que mejor se conoce es el patricio. La boda constituía uno de los acontecimientos más importantes dentro de la vida familiar.
El día de la boda era escogido con toda cautela; sería pernicioso casarse en mayo, mientras que la mejor época era la segunda quincena de junio.
En la víspera de la boda la joven consagraba a una divinidad sus juguetes de niña; después, se acostaba con el traje nupcial y una cofia de color anaranjado en la cabeza. Eran características de la vestimenta nupcial el peinado, el velo de color anaranjado (flammentum) que le cubría la cara, y una túnica blanca que llegaba a los pies, ceñida por un cinto.
En todos los actos del rito la esposa era asistida por la pronuba, una matrona casada una sola vez. Empezaba consultando los auspicios: si el resultado no era malo, quería decir que los dioses eran favorables a esta unión. Terminada esta parte, tenía lugar la firma de las tabulae nuptiales (contrato matrimonial) delante de diez testigos; después la pronuba ponía las manos derechas de los esposos una encima de la otra y con esto los esposos se comprometían a vivir juntos. Acabadas las formalidades, tenía lugar el banquete nupcial.
Después, hacia la tarde, comenzaba la ceremonia de acompañamiento de la esposa a casa del esposo, durante el que se simulaba el rapto de la novia. El novio fingía arrancarla de los brazos de su madre y la llevaba a su casa. La mujer iba acompañada de tres jóvenes; uno de ellos llevaba una antorcha de espino (spine alba) encendido en casa de la esposa. La gente que los seguía mezclaba cantos religiosos y pícaros. Cuando llegaban a casa del marido, adornaban la entrada con cintas de lana y la untaban con grasa de cerdo y aceite. El marido le preguntaba a la esposa cómo se llamaba; ella le respondía: «Ubi tu Gaius, ego Gaia» («Si tú Gaio, yo Gaia»); entonces los que la acompañaban la levantaban a pulso para que no tocase el quicio de la puerta con el pie y la hacían entrar en la casa. Después era recibida por su marido y la pronuba pronunciaba unas plegarias a la divinidad de la nueva casa. Con esto terminaba la fiesta y los invitados volvían para sus casas.
El día de después del casamiento había un banquete íntimo (repotia, «tornabodas») para los parientes de los esposos.

##### El divorcio
Como todo contrato, el matrimonio podía anularse (divortium). Primitivamente, el derecho de revocación pertenecía únicamente al hombre; este solo tenía que reclamarle a su mujer delante de un testigo las llaves de la casa y decirle: «Tuas res habeto» («Coge tus cosas»).
En principio, el matrimonio patricio por confarreatio no podía disolverse, pero pronto los romanos inventaron una ceremonia de efectos contrarios a la primera, a la que llamaron diffarreatio.
El matrimonio por usus o por coemptio se anulaba con la mancipatio o transmisión de la potestad del marido en favor de un tercero, que manumitía a la mujer.

### Clases sociales
La división en clases sociales se inicia con la diferenciación entre patricios y plebeyos. Las luchas de estos últimos por conseguir derechos no llevó a una completa equiparación, pero sí a un cierto equilibrio, y permitió el ascenso social de los homines novi. La participación política y el servicio militar se basaba en el grado de riqueza y la capacidad de dotarse a sí mismo de equipamiento militar (los equites de un caballo). La prolongación de las guerras y la difusión masiva de la esclavitud en los últimos siglos de la República arruinó a los pequeños propietarios rurales (adsidui o assidui), forzados a abandonar sus tierras para atender sus obligaciones militares e incapaces de competir con la aristocracia terrateniente de los latifundistas , verdadera beneficiada de la expansión imperial, junto con los grandes comerciantes y los concesionarios de contratos públicos (publicani). Los proletarii, que no servían en el ejército por no contar con más propiedad que su prole (sus propios hijos), formaban la base más numerosa de los ciudadanos romanos, pero mantenían sus derechos, lo que les convertía en una fuerza a tener en cuenta por la demagogia de los políticos en liza (tanto nobiles como populares) que les mantenían alimentados y entretenidos con el reparto gratuito de comida y los espectáculos públicos (panem et circenses).

#### Patricios
Los patricios conformaban una clase formada inicialmente por los padres de familia (Pater familias) o bien por hijos de padres de familia vinculados a la obediencia paterna (los hijos varones no alcanzaban la condición de padre de familia hasta que el padre moría y se independizaban, pero se daba por descontado que alcanzarían esta condición). Se les llamaba también Patres.
Estos Patres y sus descendientes que componen las personas de las treinta curias primitivas forman la clase de los patricios, «patricii». Ellos constituyen una nobleza de raza y ellos solos participan del gobierno del Estado y gozan de todos los privilegios del ciudadano romano.
Eran los descendientes de las familias más antiguas de la ciudad. Constituían la clase aristocrática y formaban el verdadero pueblo romano. Eran considerados superiores al resto de los habitantes, gozaban de todos los derechos, poseían tierras y eran los llamados a formar el ejército romano, la Legión.
Con el paso del tiempo, el peso social, demográfico y político del patriciado fue decayendo. Poco a poco se fueron viendo obligados a ceder cada vez más cuotas de poder a los plebeyos, cuyo número y poder económico y social crecía constantemente. Así, con el paso de los años, los matrimonios mixtos entre plebeyos y patricios fueron admitidos. También se permitió el acceso de los plebeyos a las más altas instituciones, como el consulado (estipulándose que al menos uno de los dos cónsules debía ser plebeyo). Pese a todo, ser patricio era el estatus más alto y ambicionado de la sociedad romana. Determinados puestos, sobre todo religiosos, estaban reservados únicamente a ellos. En una sociedad tan orgullosa y elitista como la romana ser patricio, ser romano de pura cepa era el máximo orgullo.
Los patricios fueron languideciendo poco a poco. Al conformar la élite de la sociedad romana, cada vez que tenía lugar una guerra civil o una convulsión por el cambio de un emperador, sus filas eran diezmadas durante o después del conflicto por el bando vencedor (donde, indudablemente, también había patricios).
A finales de la República y principios del Principado de Augusto tan solo las siguientes familias patricias continuaban dando cónsules con regularidad: Julios, Domicios, Pinarios, Postumios, Claudios, Valerios, Junios, Sergios, Servilios, Loureiros y Cornelios.
En la época del emperador Constantino, en el Bajo Imperio, tan solo se tiene constancia de la pervivencia de la Gens Valeria.

#### Plebeyos
Según la terminología empleada por los autores de la antigua Roma, los plebeyos eran qui gentem non habent («los que no tienen gens» o «no forman parte de la gente»). Es decir, eran plebeyos los que no podían ser considerados como patricios porque no podían remontar su línea familiar a antepasados conocidos entre las antiguas familias romanas. De todos modos, el término en sí era de una gran extensión pues entre los plebeyos existían situaciones muy diferentes a todos los niveles; prácticamente desde la fundación de la ciudad se detecta la presencia de extranjeros asentados por diversos motivos; fundamentalmente atraídos por la prosperidad de la ciudad, gran cantidad de mercaderes y artesanos libres confluyen desde las comarcas cercanas, desde las ciudades de la Magna Grecia e, incluso, desde las ciudades-estado metropolitanas de la Hélade. Muchos de ellos eran, sin duda, ricos mercaderes.
La tradición atribuye a Servio Tulio la inscripción de la plebe en registros públicos, organizándola en los colegios profesionales de flautistas, tintoreros, zapateros, joyeros, carpinteros, curtidores, alfareros, etc.; estas reformas de Servio Tulio, basadas en el censo, permitió que entraran a formar parte del ejército y de los comicios centuriados y, posteriormente, hasta en el mismo Senado.
Con todo, el hecho de que estas gentes no patricias se vieran marginadas y carecieran de ciertos derechos civiles (por ejemplo carecían de derecho a votar), fue causa de múltiples enfrentamientos entre patricios y plebeyos, haciendo que fueran tomando conciencia de clase, que ellos mismos se reconocieran plebeyos, se coaligaran sin tener en cuenta el nivel de riqueza y se unieran en una lucha reivindicativa de las aspiraciones comunes. Pero solo al comienzo de la República es cuando se constituyen como un grupo organizado en el que todos reconocían un elemento común: su no pertenencia al patriciado, al margen de su fortuna o su pobreza. A ellos se les une otro sector social, el de los proletarios (proletarii), el elemento más marginal o inferior de la población romana.
En resumen, la composición social de la clase plebeya podemos decir que estuvo constituida por: personajes influyentes y ricos vinculados al ejército; los plebeyos adsidui, es decir, los que poseían bienes; y los proletarii que no poseían nada —entre los que se encontraban los libertos, es decir los esclavos emancipados, bien por decisión testamentaria de sus dueños, por méritos contraídos durante su período de esclavitud o por haber comprado su libertad—.
En el siglo IV a. C. se producen las primeras sublevaciones de la plebe reclamando más derechos civiles, siendo así que, espoleados por la presión de la plebe, los patricios romanos elaboran un sofisticado código legal, la ley de las doce tablas, que a grandes rasgos, son herederas nuestras actuales leyes, con el fin de acallar las protestas del pueblo. Además, la plebe consigue tener representantes (tribunos de la plebe) con poderes para garantizar sus derechos frente a la clase dominante.

#### Esclavos
La sociedad romana se hizo esencialmente esclavista como consecuencia de su expansión territorial, primero por Italia y después por toda la Cuenca del Mediterráneo. Tanto su economía como su estructura social se basaba en un sistema de clases donde el esclavo constituía el escalón más bajo de la sociedad.
Los esclavos de ciudad solían tener familia y una gran autonomía. Podían lograr la manumisión de diferentes formas: 
- Con su propia muerte; entonces se le liberaba para que tuviera un entierro de hombre libre.
- Con la muerte de su amo, que en su testamento solían liberar a sus esclavos como muestra de generosidad. Cuando eran liberados de este modo, se les dejaba alguna propiedad o dinero.
- Comprando su libertad, ya que después de haber pasado años de intermediario de su amo en los negocios, podían ganar un peculio.
- Por declaración ante un magistrado. Amo y esclavo defendían su libertad ante un magistrado. Si era aceptada, se le ponía un bastón en la cabeza como señal de su libertad

Muchos emancipados permanecían en sus casas haciendo las mismas labores, aunque con mayor dignidad.
Los esclavos eran propiedad absoluta de su dueño. Carecían de personalidad jurídica, de propiedad y hasta de familia propia, porque su matrimonio, aún conseguido con el permiso del amo, se consideraba un simple concubinato, y los hijos eran propiedad del amo. Los esclavos domésticos eran recibidos con una ceremonia, y se les purificaba echándole agua sobre su cabeza.
Ayudaban al amo a ponerse la toga, pues era una labor de gran complicación. Eran los encargados de recibir a los invitados, recogerles la toga y los zapatos y ofrecerles un baño caliente o un lavado de pies. Los más guapos y de mejores modales servían la comida vestidos de colores vivos, que contrastaban con sus cabelleras, con las que a veces sus amos se secaban. Los más agraciados servían el vino y cortaban los manjares mientras que los que limpiaban los platos y recogían las mesas iban peor vestidos. A cada invitado se le adjudicaba un esclavo servus ad pedes que permanecía a sus pies. Los que nacían como esclavos y eran educados, formaban una clase privilegiada entre la servidumbre. No se les permitía entrar a representaciones teatrales. 
A los esclavos se les adjudicaban las tareas de acuerdo a su nivel cultural.
A los esclavos se les podía poner un collar con una placa en la que se leería «Tenemene fucia et revo cameadomnum et viventium in aracallisti», traducido como «Detenedme si escapo y devolvedme a mi dueño».
El precio de un esclavo nos llega a través de Catón, y sabemos que era de promedio unos mil quinientos denarios, precio que subió a lo largo del siglo II a. C. hasta alcanzar los veinticuatro mil sestercios.
Algunos esclavos tenían la consideración de hombres libres, bien por la humanidad de sus amos o por el trabajo intelectual que desarrollaban. Esto pasó con los esclavos procedentes de la Antigua Grecia, que en cierto modo el amo consideraba de mayor educación que la suya. Estos eran los que servían como secretarios, administradores o educadores. En el siglo III se redujeron las masas de esclavos y estos empezaron a valorarse casi como hombre libres. El emperador Diocleciano era hijo de un esclavo que había comprado su libertad.
Los libertos fueron a partir del siglo VI según el emperador Justiniano ciudadanos sin distinción alguna, procedentes de la esclavitud. Si no conservaban los lazos de fidelidad a sus casas eran llamados libertos ingratos. Ejercían mayoritariamente la labor de comerciantes o artesanos, y en menor medida de maestros romanos (ludi magister), gramáticos (encargados de la enseñanza secundaria), banqueros o médicos, que no tenían la remuneración.
La economía romana, como su sociedad, dependían del trabajo de esclavos, que eran fundamentales en los latifundios, minas e industrias. Esta economía aumentó a partir del siglo II gracias a las victorias de Julio César, que puso en subasta a aproximadamente un millón de esclavos durante la Guerra de las Galias (58–51 a. C.) En Delos, llegaron a subastarse hasta diez mil esclavos en un solo día.

## Economía

### Actividades agropecuarias
Los agricultores eran el núcleo de la sociedad de la Antigua Roma. El cultivo principal eran los cereales (sobre todo el trigo) y las leguminosas. Más tarde se introdujo la vid, y aún más tarde se importó el olivo. Como árboles frutales destacó la higuera. También se cultivaban hortalizas y lino. De la importancia de la ganadería es muestra que la riqueza se denominaba (pecunia, «rebaños»), y los ahorros personales peculium («haber en ganado»).
Al principio los romanos poseían la tierra en usufructo; más tarde se introdujo la propiedad privada de la tierra. Las primeras explotaciones se llamaban heredium (de herus, «dueño»), y en un principio no superaban las dos yugadas (5.400 metros cuadrados), aunque aparte estaban la casa, las cuadras, la barbechera y los pastos. Estas pequeñas porciones de tierra pronto fueron superadas y si en algún caso se mantuvieron fue para agricultores de las tierras conquistadas, pero no para los ciudadanos romanos.
Los romanos mejoraron las técnicas agrícolas. Introdujeron el arado romano tirado por bueyes, molinos más eficaces, como el de grano, la prensa de aceite, técnicas de regadío y el uso de abono.
Los campesinos cultivaban la tierra con su familia. Solo los grandes propietarios usaban esclavos o jornaleros.
Los rebaños eran apacentados en pastos comunales propiedad del Estado, pero solo podían disfrutarlos los ciudadanos romanos, siendo la excepción el disfrute por no ciudadanos, aunque fueran propietarios.
Al trabajo sucedía el descanso: cuatro veces al mes, cada ocho días (Nonae) el campesino detenía su actividad y se dedicaba a las compras en la ciudad y otros asuntos. Las fiestas se hacían después de la sementera de invierno, y el descanso duraba entonces un mes tanto para el amo como para el esclavo y los animales (se llamaba a esta fiesta las Paganalia -de pagus, «campo»-).

### Actividades industriales
Cuando Roma no era más que una aldea, todas las tierras del Lacio (la región donde estaba incluida Roma) eran esencialmente agrícolas. Su riqueza no iba más allá de las labores del campo y sus productos y este sistema de economía prevaleció hasta el cuarto rey, es decir hasta Anco Marcio. Pero estos pueblos mantenían un activo comercio con los etruscos que ya tenían una civilización muy avanzada y una industria muy desarrollada. Estos pueblos del Lacio mantenían también relaciones comerciales con los pueblos griegos asentados en todo el litoral de Italia y que enviaban sus productos elaborados.
A medida que Roma iba conquistando los distintos pueblos que componían la península de Itálica la producción industrial iba aumentando, incrementándose con la industria de estas ciudades sometidas y los artesanos itálicos emigraban a la ciudad de Roma donde encontraban más comodidad y trabajo, dando así origen a una industria local. Muchas industrias florecieron por la aparición de las grandes obras públicas, por el aumento de población y sus necesidades y por el refinamiento del lujo que ya despuntaba en la gran ciudad.
Varios acontecimientos contribuyeron en la multiplicación y desarrollo de la industria en esta época del Imperio. Uno de los más importantes fue la mejora de las comunicaciones terrestre y marítima. El comercio con los países lejanos y la exigencia cada vez mayor de los abastecimientos militares, vinieron a incrementar la industria.
El cristal era importado de Egipto, primer lugar del Mediterráneo donde surgió esta fabricación. Roma importaba las ricas copas de cristal que sólo los grandes señores podían disfrutar y de las que se hacía gran ostentación en las casas. Cuando esta industria empezó a desarrollarse por toda Italia se hicieron trabajos algo más bastos y después surgió la fabricación de piedrecitas de cristal destinadas a la elaboración de mosaicos, alternando con el mármol el ónice y el oro. Se empezaron a fabricar también en cristal unas láminas especiales quĐe se adaptaban a las ventanas, llamadas specularia (o gruesas láminas de cristal) y que se emplearían en sustitución de las láminas de yeso llamadas lapis specularis que hasta la fecha era lo que servía como hoja de una ventana. En las excavaciones de Pompeya fueron encontrados fragmentos de specularia.
En esta época imperial surge una gran competencia con las provincias romanas del Norte y de Occidente. En Hispania se produce un acero templado de gran calidad, buenas lanas y buen garum. En la Galia sobresale el arte del bronce y los trabajos de metales preciosos junto con los vasos de arcilla y el calzado (que se difundió por todas partes y fue muy apreciado). En el norte de Europa se producían buenas armas.

## Vida política y militar
La ciudadanía romana suponía la participación en la vida política en distinto grado según la posición social (determinada por el origen familiar, el poder económico y las redes clientelares), así como un servicio militar muy prolongado, y diferenciado también según las circunstancias sociales. El cursus honorum ofrecía a la élite dirigente la posibilidad de emprender una carrera político-administrativa ascendente a lo largo de su vida; mientras que cualquier ciudadano libre, por muy humilde que fuera, participaba en las asambleas populares.
La extensión de los derechos políticos fue gradual a lo largo de la historia. Logrado en los primeros siglos de la República un cierto equilibrio entre patricios y plebeyos, el ascenso de los homines novi, la extensión territorial (con la incorporación de las élites provinciales -de origen romano o indígena- a la ciudadanía romana) y el cambio de régimen al Imperio (Principado de Augusto) terminaron por convertir el origen familiar en poco más que algo honorífico; pero continuó existiendo una clase u orden senatorial (ordo senatorius o nobilitas) que representaba la élite política tanto en Roma como en las provincias. Evidenciada la decadencia del Imperio romano, la extensión de la ciudadanía a todos los habitantes libres (Edicto de Caracalla, año 212) dejó de proporcionar ningún beneficio, e incluso los cargos públicos, antes ferozmente competidos, pasaron a ser una onerosa carga a evitar, de modo que las reformas de Diocleciano y de Constantino los convirtieron hereditarios, en una prefiguración del feudalismo medieval. La propia definición de la libertad personal acabó por carecer de contenido (más allá de lo formal) ante el reforzamiento de la autoridad imperial, convertida en un abierto despotismo (Dominado), y la crisis del esclavismo.

### Organización del Estado

#### Senado
El Senado (del latín senex, 'anciano') fue la principal de las instituciones del gobierno de la Antigua Roma. Se originó como una institución consultiva de la monarquía romana, formado exclusivamente por patricios (un representante de cada gens), y adquirió mayores prerrogativas con la República, en que pasó a refrendar a través de su auctoritas los actos de los cónsules, extendiendo su competencia a los actos de otros magistrados y comicios, temas religiosos, conflictos entre magistrados, policía, crímenes con pena capital cuando esta era conmutada, cuestiones militares y financieras y tratados internacionales.
El senado fue creado por Rómulo y sobrevivió a los tres períodos de la historia de Roma, pero en el Imperio su poder era casi nulo.

### Rey
Inicialmente Roma fue una monarquía electiva cuyos rēgēs (plural de rēx -reyes en latín-), excepto Rómulo, el fundador de la ciudad, fueron elegidos por las gentes de Roma para gobernar de forma vitalicia; ninguno de ellos usó la fuerza militar para acceder al trono. Aunque no hay referencias sobre la línea hereditaria de los primeros cuatro reyes, a partir del quinto rey, Tarquinio Prisco, la línea de sucesión fluía a través de las mujeres de la realeza. En consecuencia, los historiadores antiguos afirman que el rey era elegido por sus virtudes y no por su ascendencia.
Los textos de los historiadores romanos clásicos hacen difícil la determinación de los poderes del rey, ya que refieren que el monarca posee los mismos poderes de posteriormente detentaron los cónsules. Algunos escritores modernos creen que el poder supremo de Roma residía en las manos del pueblo, y el rey solo era la cabeza ejecutiva del Senado romano, aunque otros creen que el rey poseía el poder soberano y el Senado solo ejercía correcciones menores sobre sus poderes.
Lo que se conoce con certeza es que sólo el rey poseía el auspicium, la capacidad para interpretar los designios de los dioses en nombre de Roma, como el jefe de los augures; de forma que, como ningún negocio público podía realizarse contra la voluntad de los dioses, y era suya la capacidad de darla a conocer mediante los auspicios, estaba en una posición política decisiva. El rey era reconocido por el pueblo como la cabeza de la religión estatal y el mediador ante los dioses, por lo cual era reverenciado con temor religioso. Tenía el poder de controlar el calendario romano, dirigir las ceremonias y designar a los cargos religiosos menores. Fue Rómulo quien instituyó el cuerpo de augures, siendo él mismo reconocido como el más destacado entre todos ellos, mientras que Numa Pompilio instituyó los pontífices, atribuyéndosele la creación del dogma religioso de Roma.
Más allá de su autoridad religiosa, el rey estaba investido del imperium: la autoridad militar y judicial suprema. El imperium del rey era vitalicio e implicaba su inviolabilidad e irresponsabilidad jurídica (no podía ser llevado a juicio por sus acciones). Al ser el único investido con imperium en la Roma de su época, el rey poseía autoridad militar indiscutible como comandante en jefe de todas las legiones romanas. No existían aún las leyes romanas que posteriormente salvaguardaban a los ciudadanos de los abusos cometidos por los magistrados con imperium. El imperium del rey le otorgaba tanto poderes militares como poderes judiciales plenos; con la capacidad de resolver cualquier cuestión jurídica y legal en todos los casos expuestos ante él. Aunque podía designar pontífices para que actuasen como jueces menores en algunas causas, solo él tenía la autoridad suprema en todos los casos, tanto civiles como criminales, tanto en tiempo de guerra como de paz. Un consejo asistía al rey durante todos los juicios, aunque sin poder efectivo para controlar sus decisiones. Mientras algunos autores sostenían que no había apelación posible a las decisiones del rey, otros opinaban que cualquier propuesta de apelación podía ser llevada ante el rey por un patricio, mediante la reunión de la Asamblea de la Curia.
Otro de los poderes del rey era la capacidad para designar o nombrar cargos u oficios, entre ellos el de tribunus celerum que ejercía tanto de tribuno de los Ramnes ('romanos'), como de comandante de la guardia personal del rey, un cargo equiparable al de prefecto del pretorio existente durante el Imperio. Este cargo era el segundo al mando tras el propio monarca, y poseía la potestad de convocar la Asamblea de la Curia y dictar leyes sobre ella. El tribunus celerum debía abandonar su mandato a la muerte del monarca.
Otro cargo designado por el rey era el prefecto urbano, que actuaba como el guardián de la ciudad. Cuando el rey se hallaba ausente de Roma, este cargo recibía todos los poderes y capacidades del rey, hasta el punto de ejercer el imperium mientras se hallase dentro de la ciudad. Otro privilegio exclusivo del rey era el de designar a los patricios que debían ejercer como senadores.
Bajo el gobierno de los reyes, el Senado y la Asamblea de la Curia tenían en verdad poco poder y autoridad. No eran instituciones independientes, en el sentido de que sólo podían reunirse, y de forma conjunta, por orden del rey, y sólo podían discutir los asuntos de Estado que el rey había expuesto previamente. Mientras que la Asamblea curiada tenía al menos el poder de aprobar leyes cuando el rey así lo concedía, el Senado era tan sólo un consejo de honor del rey. Podía aconsejar al rey sobre sus actos, pero no imponerle sus opiniones. La única ocasión en que el rey debía contar expresamente con la aprobación del Senado era en caso de declarar la guerra a una nación extranjera.
Las insignias y honores que únicamente los reyes de Roma podían ostentar consistían en: acompañarse de doce líctores que portan las fasces (haz de varas con un hacha en su centro), sentarse en la silla curul, usar el color púrpura (toga picta y calzado rojo), y coronarse con una diadema plateada sobre la cabeza. De todos estos distintivos, el más destacado era la toga púrpura.

#### Magistraturas
Las magistraturas ejercían distintas funciones de gobierno, y se ocupaban por personas elegidas por el Senado o los Comicios entre ciudadanos que cumplieran ciertos requisitos. Para impedir la concentración excesiva de poder en un gobernante que pudiera llevar de hecho a una tiranía o una monarquía (cosa que terminó ocurriendo con el Imperio), las magistraturas funcionaban siguiendo principios tales como:
- La electividad, sin posibilidad de reelección en el periodo siguiente (iteratio, dos años para optar a una magistratura de nivel superior y diez años para repetir en el consulado -Lex Villia annalis, 182 a. C.-)
- La temporalidad de los cargos, normalmente una anualidad.
- La gratuidad; el cargo se desempeñaba ad honorem, sin retribución, por el honor que confería (lo que, sumado al gran coste que suponía una campaña electoral que garantizase la elección, en la práctica suponía que sólo los ricos podían acceder a las magistraturas).
- La responsabilidad política. Las magistraturas mayores se sometían a cuestionamiento al término de su ejercicio, las menores podían ser cuestionadas en el transcurso de su mandato.
- La colegiatura (collegia), que implicaba el ejercicio simultáneo de la misma función por un «colega» que podía vetar la decisión del otro (intercessio).
- La jerarquía y gradualidad, que estimulaba el comportamiento virtuoso del ocupante de un cargo inferior mediante la expectativa de acceder en un futuro (siguiendo el cursus honorum) a magistraturas de mayor potestas («poder»), que pueden vetar las decisiones de las magistraturas inferiores.

Los magistrados con imperium (poder militar de mando y castigo) eran denominados magistrados curules por tener derecho a sentarse en una silla curul.

##### Dictador
La dictadura romana era una magistratura excepcional, y por tanto incumplía las características ordinarias de las magistraturas. Era el gobierno extraordinario que confería a una persona, el dictador, una autoridad suprema en los momentos difíciles, especialmente en caso de guerra. La dictadura nació a propuesta de Tito Larcio, quien fue además el primero en ejercer el cargo. El dictador era nombrado por uno de los cónsules en virtud de una orden del Senado, que tenía la potestad de determinar cuándo era necesario el nombramiento y quién debía ocupar el cargo. En un principio, solo los patricios podían ser nombrados dictadores, pero en el año 356 a. C. se les reconoció ese mismo derecho a los plebeyos.

##### Censor
Las funciones del censor romano estaban inicialmente confiadas al cónsul, que podía delegarlas. La censura se ejercía cada cinco años (lustro), periodo a cuyo término se realizaba un ritual de purificación con varios sacrificios llamado lustratio. Después se creó la magistratura colegiada de los dos censores, elegidos cada cinco años de entre los senadores que habían desempeñado el consulado, constituyendo la culminación de su carrera o cursus honorum. Sus competencias consistían en revisar el censo (la lista de ciudadanos y la del Senado), y decidir qué obras públicas iban a ser costeadas por la República en los siguientes cinco años. Sus tareas se realizaban durante dieciocho meses, y terminaban con la realización de la ceremonia lustral, cesando inmediatamente después en el cargo.

##### Cónsul
El consulado romano era la magistratura dúplice que sustituyó a la monarquía al frente del Estado. Cada año se elegían dos cónsules.
Progresivamente los cónsules fueron perdiendo atribuciones: primero algunas facultades judiciales civiles y criminales (delegadas en Cuestores o Decenviros nombrados en cada caso); después sus decisiones debieron ser refrendadas por el Senado; después perdió la administración del Tesoro (en favor de los Cuestores) y la de los archivos públicos; después perdió el control de las arcas del ejército (en favor de los Cuestores Militares); más tarde perdió sus funciones de censor (en favor de los Censores) y de nombrar las vacantes del Senado (también atribuidas a los Censores); después perdió la facultad de nombrar Cuestores (que pasó a los comicios tribunados); luego perdió otras atribuciones judiciales (en favor del Pretor); después las competencias sobre fiestas, policía y mercados (en favor de los Ediles Curules), y también la facultad de nombrar dictador (que pasó al Senado). Al final solo conservaba algunas funciones menores, el poder ejecutivo de las leyes y el mando del Ejército.

##### Pretor
Los pretores eran los encargados de presidir los tribunales, durante un año, aunque finalizado este tiempo podían convertirse en propretores y gobernar otro año sobre unos territorios determinados. Eran ocho, y podían considerarse los ayudantes de los cónsules.
El cónsul perdió las funciones judiciales civiles en favor de un magistrado curul designado como pretor, por plazo de un año, quien poseía el imperium y figuraba entre los magistrados de mayor jerarquía. Su nombramiento recayó en los Comicios Centuriados y con el mismo ceremonial religioso que se usaba para la elección del cónsul. La insignia de su cargo era la toga pretexta. Al pretor correspondían además las funciones consulares cuando los cónsules estaban ausentes.
Hasta el 337 a. C. solo los patricios podían ser pretores, desde entonces pudieron acceder a la pretura los plebeyos. Progresivamente los plebeyos ostentaron la magistratura en la mayoría de las ocasiones.
El pretor dividió sus funciones a partir del 246 a. C.: el Praetor Urbanus se ocupó de las cuestiones de los ciudadanos; y el Praetor Peregrinus de las cuestiones suscitadas entre ciudadanos romanos y no ciudadanos. La división de funciones fue necesaria por el incremento de las causas.

##### Cuestor
Los primeros cuestores fueron jueces encargados de los casos de asesinato y de insurrección o alta traición. Con el tiempo su denominación más común fue Quaestores Parricidii y Decemviri Perduellionis (no debe confundirse con el decenvirato ni con los Quindecenviri). Eran nombrados para cada caso y no constituían una magistratura permanente.
A fines del siglo III a. C. los Decumviri o cuestores perdieron sus atribuciones judiciales que pasaron a los Triunviri Nocturni (no debe confundirse con el triunvirato).
Simultáneamente a estos cuestores judiciales existieron los cuestores administrativos, en los cuales delegaba el rey la administración de los fondos públicos. Con la república sus funciones pasaron a los cónsules que las delegaron en dos cuestores civiles (para el Tesoro público) y dos cuestores militares (para las arcas del ejército). Más tarde su nombramiento paso a los Comicios Tribunados.

##### Edil curul
Los ediles curules surgieron durante la República Romana, inicialmente para organizar algunas celebraciones. Eran designados por los Comitia Tributa.
Inicialmente ejercieron la magistratura alternativamente patricios y plebeyos; después la designación fue independiente de la clase; el 541 ab urbe condita se volvió a su designación alternativa (patricios en los años impares y plebeyos en los años pares).
Más tarde asumieron funciones policiales, sanitarias, morales, abastecimientos, mercados, precios, calidad, y organización de juegos.

##### Vigintisexvirato
El vigintisexvirato eran los veintiséis cargos menores con los que comenzaba el cursus honorum.

##### Tribuno de la plebe
Además existía una magistratura especial reservada exclusivamente a los plebeyos, que no formaba parte del cursus honorum ni confería imperium: el tribuno de la plebe, junto con el cargo asociado de edil plebeyo.

#### Etapa imperial
En este período, Augusto creó el Principado o Alto imperio romano, una monarquía encubierta que se mantuvo desde finales del siglo I a. C. hasta la crisis del siglo III.
Este tipo de gobierno fue el resultado de la evolución de las instituciones republicanas, adaptándolas a las necesidades de un verdadero Imperio. El gobierno es dividido entre el Princeps (o emperador romano), sus provincias imperiales y su propio tesoro (Fiscus); y los antiguos organismos, las provincias senatoriales y el Aerarium o tesoro público. Pero en la práctica el gobierno de la Roma imperial fue un protectorado del Princeps, que ostentaba todos los poderes (Auctoritas, Maiestas y Potestas) y vigilaba a las autoridades tradicionales.
En el Bajo Imperio romano, las reformas de Diocleciano convirtieron en sistema político en un mecanismo todavía más centrado en el Emperador, que se pasó a llamar Dominus («señor»), con lo que se habla de la época del Dominado

### Ejército

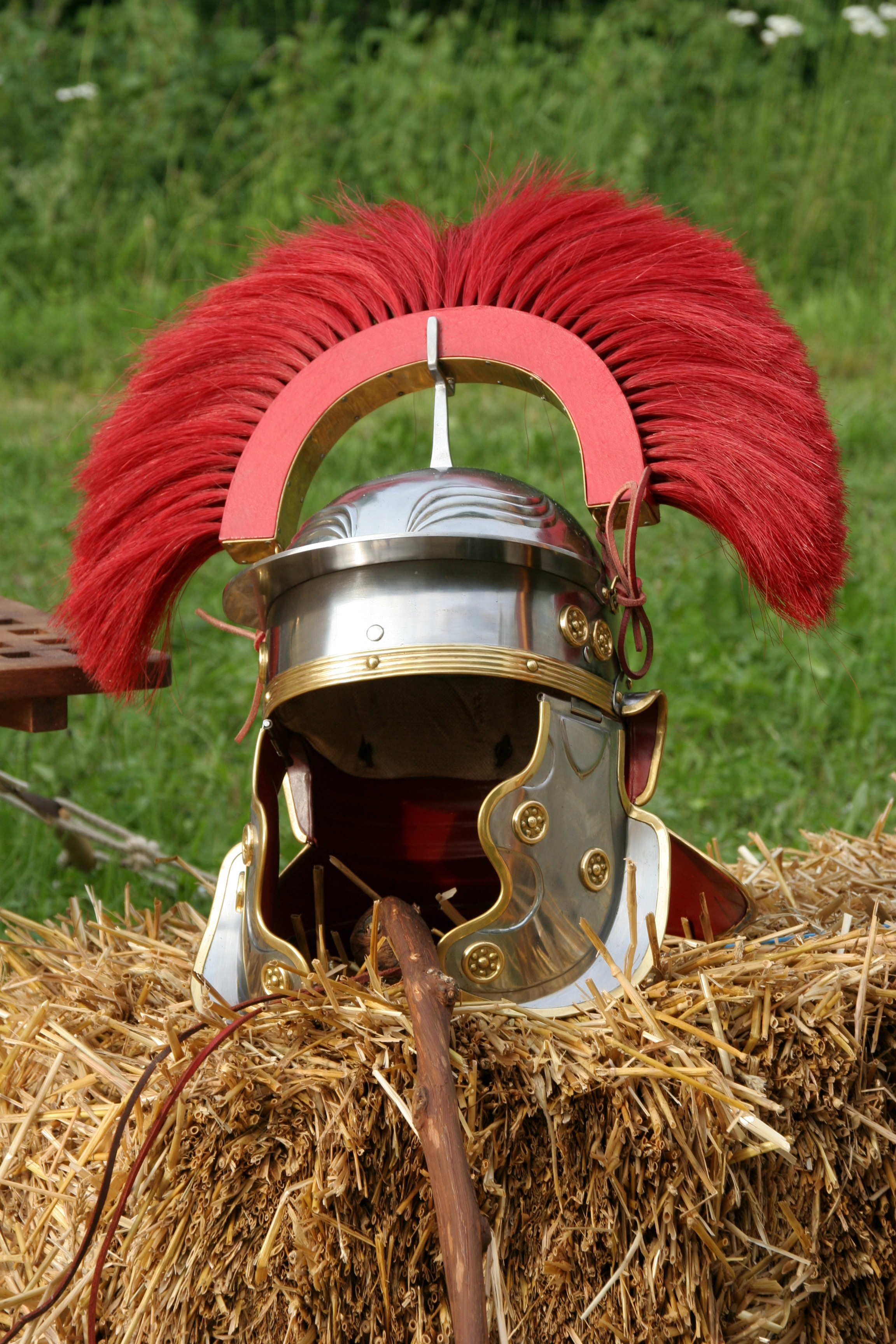
Recreación de un casco de un centurión romano de finales del.

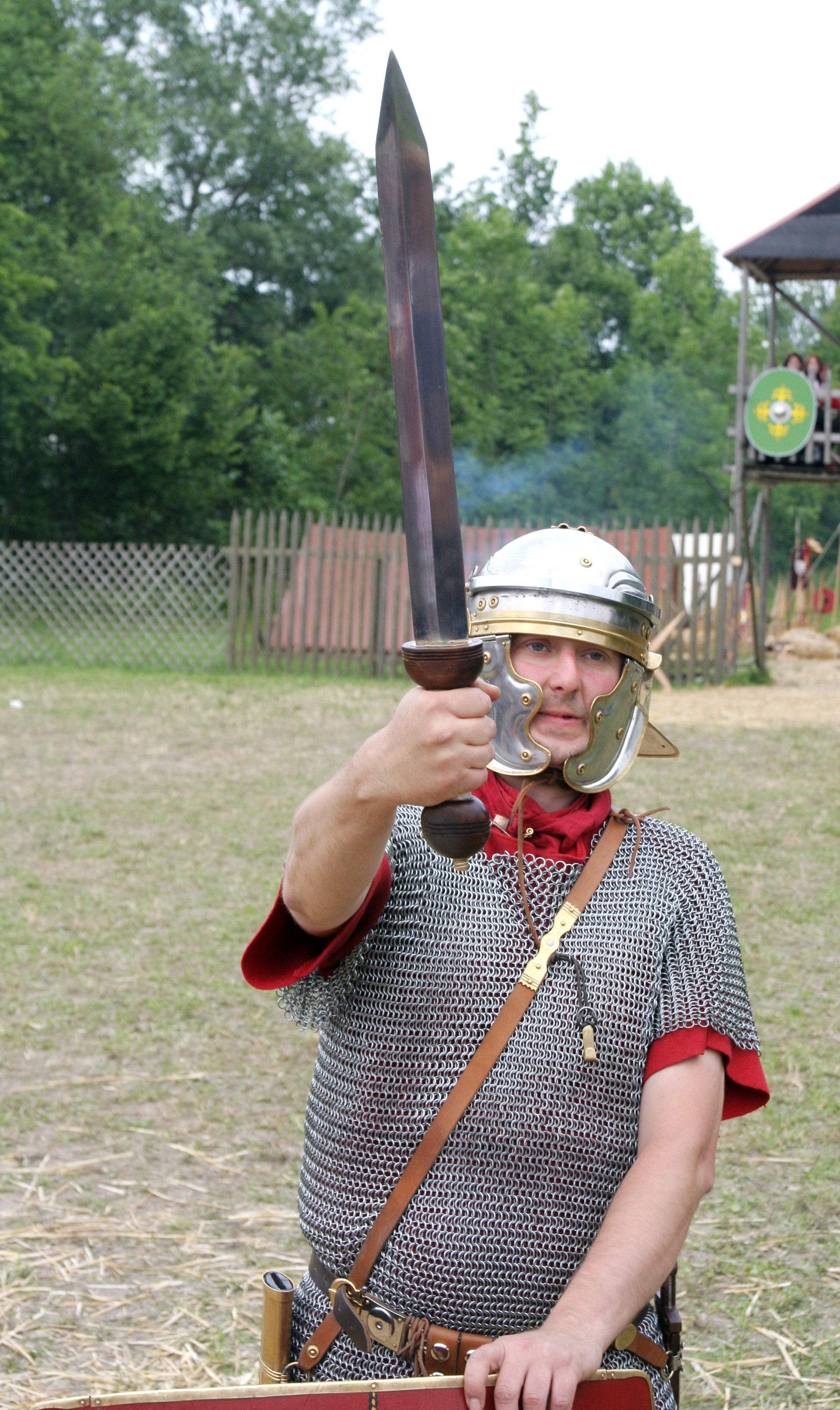
Reproducción de un gladius romano del 70 a. C.

En la evolución del ejército romano se pueden distinguir tres grades periodos: Monarquía, República e Imperio. Posteriormente evolucionó en el ejército bizantino.

#### La legión
En los primeros tiempos no había distinción entre ejército y legión, Roma disponía de una sola legión de hasta tres mil infantes y trescientos caballeros. Sin embargo las guerras en aquella época eran escaramuzas limitadas que acababan con el invierno, y es dudoso que alguna vez se llegara a reunir el ejército al completo. Ni siquiera era un cuerpo permanente, se reclutaba y licenciaba según las necesidades.
El tamaño de la legión pasó de unos tres mil hombres a más de cuatro mil, pudiendo llegar hasta los cinco mil. También hubo una mayor especialización de los soldados, pero tácticamente no se produjeron cambios y se mantuvo la estructura básica de la falange hoplita.
A comienzos de la etapa republicana la legión se organizó con una estructura mucho más formal y estricta. Como las guerras eran más frecuentes y habían dejado de ser simples escaramuzas, las batallas requerían más planificación.
A medida que las campañas aumentaban en duración se hacía evidente que la situación de una ciudadanía militarizada permanentemente no era sostenible. Esto supuso muchos problemas económicos hasta finales del siglo V a. C. y principios del siglo IV a. C., cuando Roma empezó a tener tamaño suficiente para que los soldados solo fuesen una proporción pequeña de la población. Especialmente importante fue la victoria frente a la ciudad etrusca de Veyes (369 a. C.), cuyo territorio y población fueron anexionados. En esta época el Estado ya compensaba a aquellos que sufrieran un perjuicio económico por tener que abandonar su trabajo.
La lealtad del ejército se reforzaba por el juramento (sacramento) de fidelidad y obediencia a los superiores y de no desertar de la batalla. Las faltas de disciplina se castigaban de acuerdo a su gravedad con la suspensión del sueldo, con azotes o hasta con la muerte. El castigo para unidades completas consistía en diezmarlas, es decir, aplicar la pena de muerte a uno de cada diez legionarios.
Durante el transcurso de la etapa republicana se solía reclutar un máximo de tres o cuatro legiones. Sin embargo continuaron teniendo, como durante la monarquía, una existencia efímera. Únicamente se hicieron permanentes las legiones I a IV. Éstas, mandadas por un cónsul la pareja, eran los ejércitos consulares. Durante la segunda guerra púnica se reclutaron muchas más legiones para poder hacer frente a la gran amenaza de Aníbal.
Hacia el final de la República Cayo Mario reformó el ejército. Se hizo permanente. Se abolieron los límites establecidos por las clases de Servio Tulio y se aumentó la paga del legionario, con lo que el número potencial de estos aumentó considerablemente. Los nuevos soldados, sin trabajo y sin propiedades, no deseaban que llegara el final de la campaña, que también significaba el final de la paga. Los soldados se alistaban por dieciséis años, periodo que se fue ampliando hasta veinte o veinticinco. Así se profesionalizó el ejército.
En la época imperial el ejército estaba formado por treinta legiones de unos cinco mil trescientos hombres cada una. La legión ya era un cuerpo permanente, podía variar en número y composición pero siempre existía, cada una con sus símbolos, historia y glorias particulares. En ellas había gran variedad de especializaciones como soldados, zapadores, policía militar, cuerpo médico, etc.

#### El combate terrestre
El esquema romano clásico de combate constaba de una vanguardia de velites. A continuación venía la infantería pesada dispuesta en tres líneas:
- hastati
- principes
- triarii, que sólo entraban en combate en situaciones extremas.

A la derecha de la infantería se disponía la caballería romana, y a la izquierda la caballería de los aliados auxilia.
En vista de sus defectos la formación en falange fue sustituida por el manípulo, consistente en dos centurias bajo el mando del mayor de ambos centuriones. Cada una de estas tres líneas de infantería ya no era continua, sino que se separaba en manípulos, con un pequeño cambio de orden:
- hastati, diez manípulos de ciento veinte soldados
- príncipes, diez manípulos de ciento veinte soldados
- triarii, cuyo manípulo constaba de sesenta hombres
- velites, o infantería ligera, que se disponían delante de las líneas de infantería pesada para explorar y hostigar al enemigo sin trabar contacto directo.

El hueco que quedaba entre dos manípulos de la primera línea se encontraba cerrado por un manípulo en la segunda línea, y a su vez la tercera línea cerraba los huecos de la segunda. El resultado era una disposición en forma de tablero de ajedrez —accies— que dotaba de gran flexibilidad a los movimientos de la infantería.
La reforma de Cayo Mario sustituyó los manípulos por la cohorte, formada por seis centurias (un manípulo de hastati, uno de príncipes y uno de triarii), homogeneizando el equipo individual de cada soldado y suprimiendo la infantería ligera. Cada grupo de dos cohortes estaba bajo el mando de un Tribunus Militum, que daba órdenes a los 6 centuriones de la cohorte, cuya jerarquía venía dada por el orden de las centurias —de 1 a 6— en la cohorte; a su vez, cada centurión era asistido por un optio, un soldado que sabía leer y escribir, por un portaestandarte o signifer, y por un tesserarius o suboficial de inteligencia. Cada cohorte estaba dotada de mucha más independencia táctica. Si la legión actuba en conjunto, las cohortes se disponían en damero en dos líneas —dúplex accies— o tres líneas —triple accies—, según la consistencia y resistencia de la línea enemiga.

## Religión y mitología

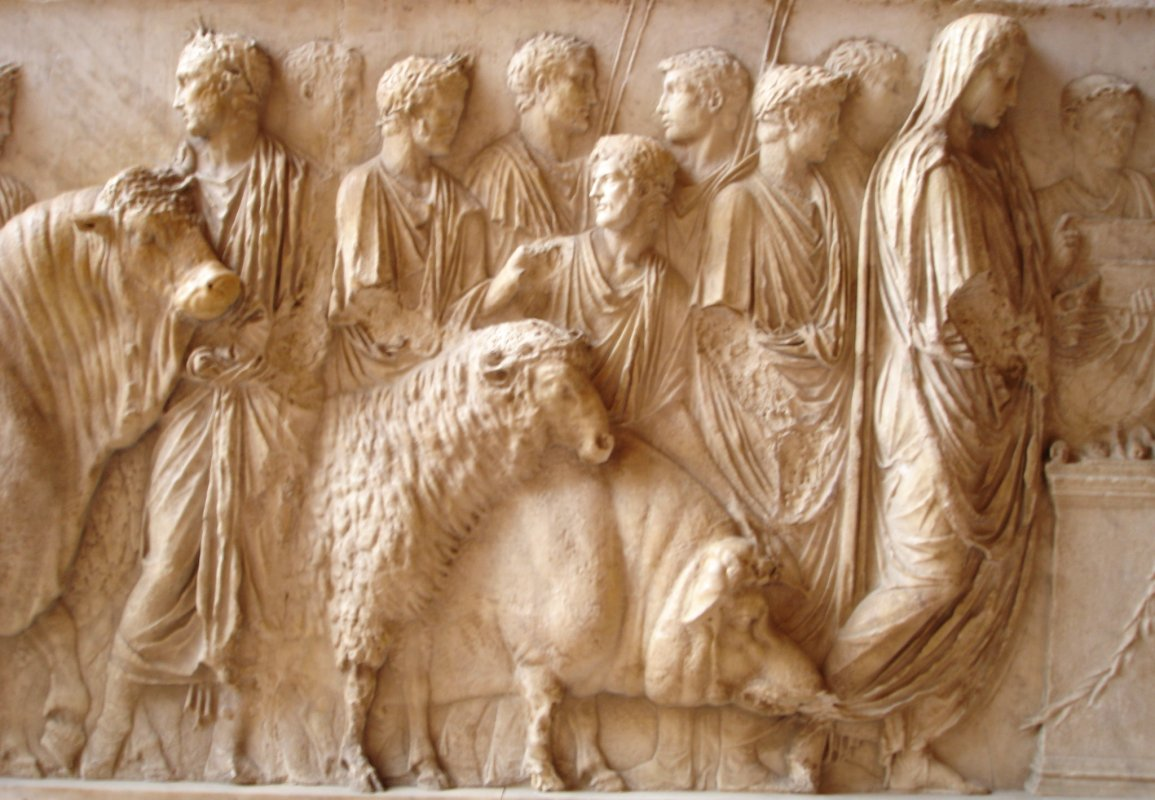
Relieve que representa una suovetaurilia, sacrificio ritual de un cerdo, una oveja y un toro.

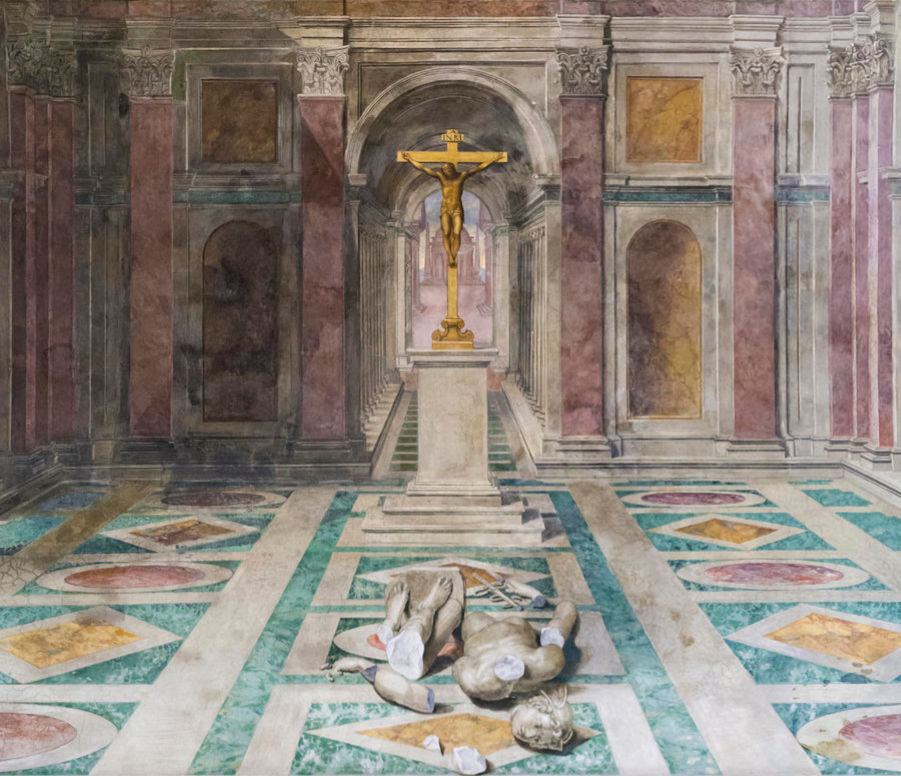
El triunfo de la Cruz sobre los ídolos paganos, de Tommaso Laureti, fresco de las stanze del Vaticano.

La religión politeísta practicada en la Roma antigua tenía cultos privados, familiares, y cultos públicos, inseparables del sistema político. Su mitología, las leyendas y mitos que conformaban su cosmovisión tradicional, tenía su origen en las religiones ancestrales de los latinos y otros pueblos itálicos, especialmente de los etruscos; que se sincretizó con la de los pueblos conquistados por todo el Mediterráneo, y especialmente con la religión griega, aunque también fue muy importante el contacto con la religión egipcia y las religiones orientales, especialmente los cultos mistéricos. La mayoría de las divinidades del panteón romano se identificaron con las de la mitología griega; habitualmente los dioses a identificar fusionaron sus mitos tradicionales, o en ocasiones unos suplantaron a otros. Lo mismo ocurrió con multitud de divinidades locales de todo el Imperio, con algunas excepciones. La relación con las religiones monoteístas (judaísmo y cristianismo) fue mucho más problemática, y terminó en un radical enfrentamiento: las guerras judías, las persecuciones con las que el Estado romano pretendió erradicar el cristianismo y, desde el Edicto de Milán y el Edicto de Tesalónica, la cristianización del Imperio romano, con la consiguiente persecución de las religiones tradicionales, calificadas de paganismo.

## Educación, escritura y lectura

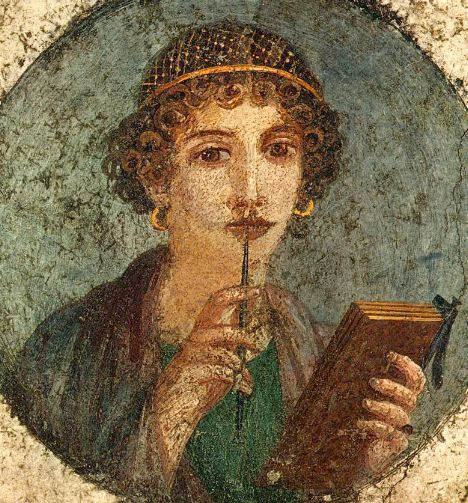
Fresco pompeyano que representa una joven con su stilus y su tablilla encerada.

Desde los últimos siglos de la República, la élite social proporcionaba a sus hijos una educación, era al modo griego. El paedagogus (palabra griega de la que deriva la actual «pedagogo») era el esclavo que conducía al niño a la schola («escuela»).
En la primera enseñanza, el nutritor o tropheus era el responsable de enseñar al niño a leer y de su educación hasta la pubertad. Debía dirigirse a su padre llamándole domine (señor).
La schola («escuela») estaba regida por el calendario religioso; las clases se daban por las mañanas y era mixta hasta los doce años. Un grammaticus era el responsable de enseñar a los niños los autores clásicos y la mitología; mientras que a las niñas, consideradas adultas a los catorce años (domina en latín, kyria en griego), podían tener un preceptor que le enseñara los clásicos.
La siguiente etapa de la educación tenía lugar en el gymnasium o palaestra. En Oriente, las principales materias eran la lengua griega, las obras de Homero, retórica, filosofía, música y deporte. En cambio, en Occidente, se enseñaba además latín, en detrimento de la música y el deporte. A los dieciséis o diecisiete años, había una bifurcación en el camino de los jóvenes, que tenían que decidirse por el ejército o los estudios.
Mientras que la epigrafía pública se tallaba en piedra o fijaba a los monumentos con letras de bronce, o se trazaba mediante incisiones en placas de plomo; la escritura de todo tipo de documentos se realizaba generalmente con tinta sobre papiro (posteriormente sobre pergamino) en la redacción definitiva que se deseaba conservar (en algunos casos, con incisiones sobre marfil). Las anotaciones y comunicaciones cotidianas y el aprendizaje se realizaba con incisiones sobre fragmentos de cerámica (lo que los griegos llamaban ostrakon) o tablillas de cera utilizando un stilus (punzón).
Los rollos eran la forma habitual de recopilar los textos y conservarlos en las bibliotecas; el formato «libro», con páginas, no se impuso hasta el comienzo de la Edad Media.

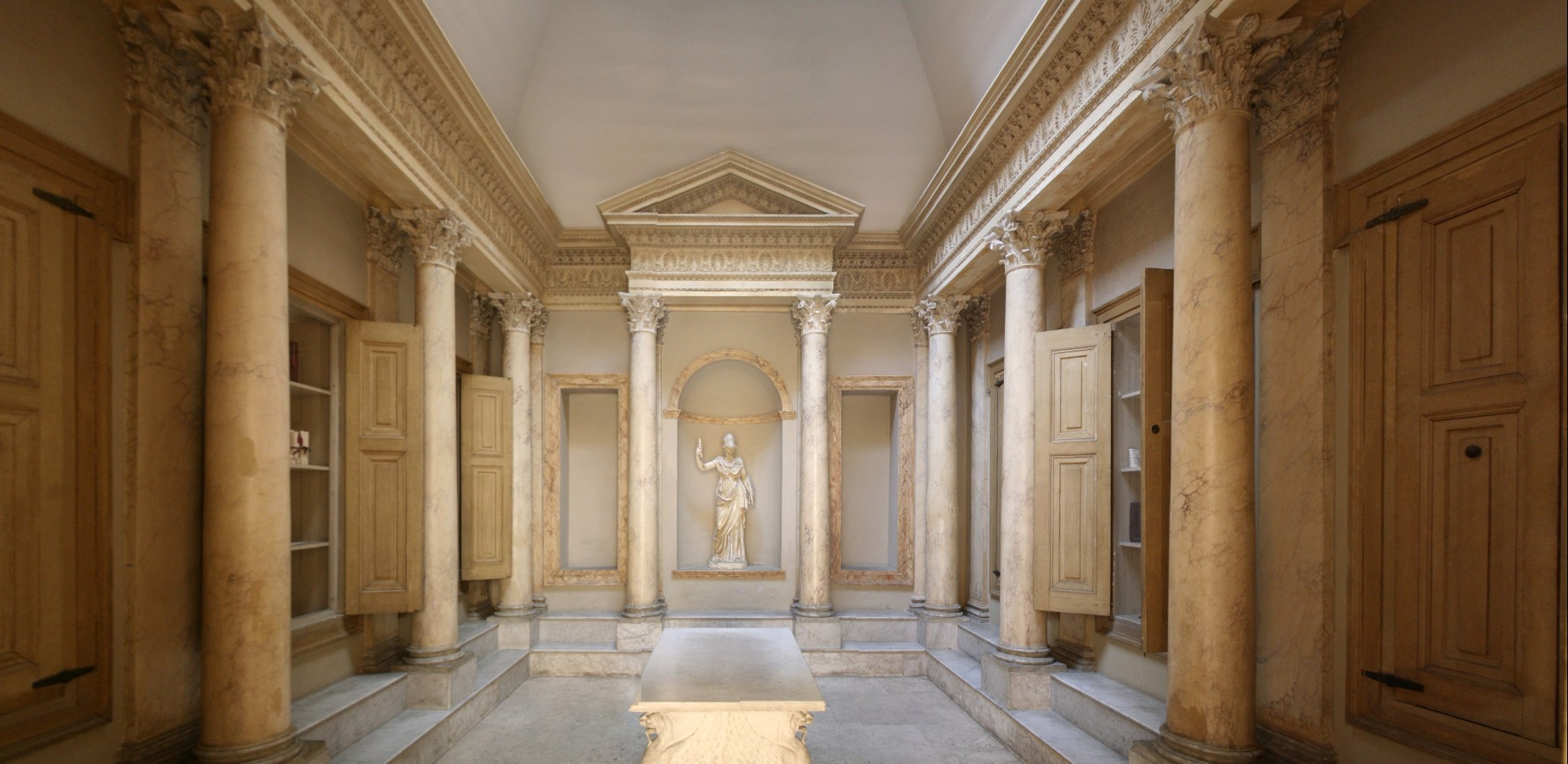
Reconstrucción ideal de una biblioteca romana en el Museo della Civiltà Romana (Museo de la Civilización Romana.

Las bibliotecas romanas comenzaron siendo trofeos bélicos traídos a Roma por los generales victoriosos en las campañas de Oriente, comenzando por la del rey Perseo de Macedonia, que Lucio Emilio Paulo regaló a sus hijos (uno de los cuales era Escipión el Africano). El prestigio que proporcionaba la posesión de una biblioteca hizo que se generalizaran en las mansiones de los ciudadanos ricos que pudieran costearlas. En el año 79 a. C. se fundó el Tabularium para custodiar los documentos públicos, con las funciones de un archivo central. Asinio Polión fundó la primera biblioteca pública. Augusto fundó la Biblioteca Octaviana y la Biblioteca Palatina, y Trajano la Biblioteca Ulpia (cuyo primer bibliotecario fue Gayo Meliso, y que era gigantesca -18.000 metros cuadrados, incluyendo dos templos dedicados a Júpiter y a Juno y salas de usos múltiples-). Todas ellas tenían secciones griega y latina, y funcionaban como centros culturales y educativos además de custodiar todo tipo de textos, ordenados en los foruli y nidi («nidos»), espacios resultantes del cruce de las estructuras de los plutei o pegmata (estanterías muebles o incorporadas a los muros -no deben confundirse con los Plutei de Trajano-), y adecuados a la forma «rollo»; mientras que para la forma «libro» se utilizaron los armaria («armarios»). En la construcción ideal de una vivienda romana, que tradicionalmente guardaba los documentos en el tablinum, la estancia donde se gestionaban los negocios, Vitrubio recomendaba dedicar a la biblioteca una sala orientada al este, que también sería idónea para recibir a los amigos.
Candela cubo